# 妖怪人間ベム

『BEM』のロゴ

『妖怪人間ベム』（ようかいにんげんベム）は、1968年（昭和43年）10月7日から1969年（昭和44年）3月31日までフジテレビ系列にて毎週月曜日19時30分 - 20時00分の時間帯で放送されたテレビアニメ。全26話（以下「第1作」「前作」などと略記）。人間になることを願う妖怪人間3人の戦いや哀しみを描く。
本項では、その後に上記作品を原作として製作されたリメイクアニメやコミカライズ、実写ドラマなどメディアミックス作品群についても記載する。

## 沿革
前述のとおり、第1作放送から不定期に関連作品が作られ続けている。第1作のデータ的な内容は「#第1作」を、それ以降のメディア展開については「#第1作放送終了後の動き」の節をそれぞれ参照。
- 2006年 - 前作から38年ぶり（後述する未完の続編『パートII』から数えると24年ぶり）に制作された完全新作アニメが放送された。アニマックスでは4月から全26話が、TOKYO MXでは7月から1 - 13話がそれぞれオンエアされた。#妖怪人間ベム -HUMANOID MONSTER BEM-の節を参照。
- 2011年 - 同年10月22日から12月24日まで、日本テレビ系列にて毎週土曜日21時00分 - 21時54分の土曜ドラマ枠で実写ドラマが放送された[1]。また、2012年12月15日には、実写ドラマの続編として映画が公開された[2]。これらの作品については、「妖怪人間ベム (テレビドラマ)」 を参照。

※ これ以降の展開の詳細は「#俺たちゃ妖怪人間」「#BEM」などを参照。
- 2017年 - 翌2018年の生誕50周年を前にして「リブートプロジェクト」が始動。第1弾として、第1作の再放送と新作ミニアニメ『俺たちゃ妖怪人間』が同時に放送開始。
- 2018年 - 4月より「リブートプロジェクト」第2弾として、第2作（2006年版）の再放送と新作ミニアニメ第2シリーズ『俺たちゃ妖怪人間G』が放送。
- 2019年 - 新作アニメーション『BEM』が放送。
- 2020年 - 『BEM』としての劇場版アニメ『劇場版 BEM 〜BECOME HUMAN〜』が公開。

## 概要
いつどこで誰が生み出したのか誰も知らない、人でも動物でもない異形の怪物、それが「ベム」「ベラ」「ベロ」と名乗る3人の「妖怪人間」である。時には人々に迫害され、また時には友情を育みながら、いつか人間になれる日を夢見て彼らは世に仇なす悪と戦い続ける。
1話完結形式で、ベム、ベラ、ベロが3人で各地を放浪しながら妖怪を退治していくフォーマット。同年にはフジテレビで先行して東映動画の『ゲゲゲの鬼太郎』が放送されているが、本作はよりホラー色が強く、西洋的な異国情緒の漂う雰囲気となっている。この時期には他にも、『怪物くん』（TBS）、『怪奇大作戦』（TBS・円谷プロ）、『河童の三平 妖怪大作戦』（NET・東映）、『バンパイヤ』（フジテレビ・虫プロ商事）が放送されており、妖怪ブームの最中だった。本放送時のスポンサーはロッテとヱスビー食品。チューインガムなど関連商品が発売されている。
制作は、広告代理店の第一企画（後のADKグループ）のアニメ部門である第一動画が担当。第一動画は東映動画（後の東映アニメーション）とTCJ（後のエイケン）の出身者から成り立っており、第一動画の日本人作画スタッフが韓国に派遣され、東洋放送の動画製作部で韓国人スタッフを指導する形態での作画作業になっていた。日本には馴染みのない無国籍風の作りになっているのは、この制作体制の影響が大きい。作画監督の森川信英は、こうした制作経緯から「事実上の逆輸入アニメ」と語っている。同じく第一動画の手掛けた『黄金バット』も同様の体制で制作されたので、こちらも無国籍性を醸している。
日本国外への輸出を前提に、絵柄や時代設定は19世紀から20世紀のヨーロッパが意識されている。当初は緑色だったベロの服が赤色に変更されるなど、アメリカのバイヤーからのアドバイスも受けていた。アメリカでの放送は実現しなかったものの、韓国とオーストラリアで放送された。
本放送では、関東地区で第16話と第20話が20.6%の最高視聴率を獲得。名古屋地区では特に人気が高く、平均視聴率は23.2%、最高で28.3%（第16話）の視聴率を記録している。本放送後もたびたび行われた再放送で人気が高まった作品である。
当初は全52話の予定であったが、フジテレビ側からの決定で半分の26話に短縮された。打ち切りの理由は、フジテレビプロデューサーの別所孝治によればフジテレビ番組全体の改編で『スター千一夜』が始まるため（正確には21時台から移動）だったと証言している。森川信英は「キャラクターの怖さによるキャラクタービジネスの不振によるものかもしれない」と推測している。プロデューサーの草野和雄は、打ち切りが決まった後も続編を作ろうとあえて最終話をあやふやな終わり方にし、放送終了1か月後、27話以降を続編「生きていた妖怪人間ベム」として企画。いくつかのテレビ局に持ち込んだが、放送は実現しなかった。そして、この作品を最後に、第一動画は解散した。
今日では不適切とされる表現が多く見られるため、一部のエピソードが再放送やビデオソフトへの収録を見送られたり、セリフが消されるなどの修正を受けることが多い。一時期出回ったビデオ全集でも同様の音声カットの措置が採られた。

## 登場人物
妖怪人間
人間になれなかった人造生物。
時代と共に悪がはびこる世を嘆いた、とある科学者が人間を造ろうと実験するも失敗し、研究は中断、そして科学者は死に、放置された細胞が壷の中の培養液から奇跡的に生き延び、ある日突然誕生した。
当初は自分たちを人間と思い、自覚がないまま妖怪姿のままで人前に現れたが、その醜さから人々に疎まれる。その後、しばらくは闇に隠れて洞窟で暮らしていたが、「人間になる」という望みを抑えられず、やがて人間に近い状態に変身することを覚え、世の正義のために妖怪や悪人を退治するあてのない旅を始めた。
普段は人間によく似た姿をしているが、手の指が3本、血液が鮮やかな緑色などの差異がある。強力な妖怪、悪魔、悪霊などと戦う時は本来の姿に変身し、様々な超能力を発揮する。
本来の姿の彼らは爬虫類あるいは甲殻類が人型を模したような外形であり、指先には鋭い鉤爪がある。また、男性体であるベムとベロは体格の大小以外はほぼ同じ姿だが、ベラだけは赤くクセのある長い頭髪があり、その他の身体各部もかなり形態が異なる。
一見、父親・母親・息子からなる親子のように見えるが同時に誕生したので兄弟や仲間と言った方が正しい（年齢差があるように見えるのは成長速度に差があるため）。だが、3匹の関係性は、ベラに少々手荒い面があるのを除けば理想的な親子（家族）そのものである。
ベム
声 - 小林清志
50歳くらいの男性の姿を仮の身体とした妖怪人間。
身長190cm。一人称は「俺」。浅黒い肌にスキンヘッドで逞しい体つきをしている。タキシード風の黒スーツに赤いシャツ、白のアスコットタイ、黒いソフト帽を身に付けている。他の2人と同様に尖った耳と3本指を持つが、変身前から黒目（虹彩と瞳孔）が描かれておらず、左右の上顎犬歯が長く目立つ点が他の2人とは異なる。
3体の妖怪人間の中では一番年長者で、強い正義心と力、深い洞察力を持つ。正しい人間を守り、人間社会に尽くすことが自分たちが人間になれる唯一の道であると信じている。
性格は真面目すぎるくらい真面目で、おちゃらけたり、ふざけたりは絶対にしないが、一度だけ変身態で橋裏に張り付き遊んでいたことがあった(第1話)。それは常にベラとベロを危険から守り、同時に外敵との臨戦態勢を整えておかなければならないという緊張感から来ている。愛煙家ではないが酒場で嗜む程度な大人である。
一番小さいベロの成長過程を厳しくも温かい眼で見守る、父親のような存在でもあり、ベロに対しては「信じたことを簡単に諦めず、正義を守り悪をこらしめ、すべての人間を理解し、分け隔てなく接し、人間に危害を加える者には断固として戦う、たくましい精神だけは育てていきたい」と考えている。しかしベム自身も、「人間になる」とはどういうことか、真の意味での「人間らしさ」とは何かということについて、常に悩み、考えている。
強敵に対しては、妖怪の姿に戻って戦う。その足蹴りの威力は大岩をも砕く。また、鋼鉄のステッキを常時携帯していて、それを武器とする。総合的な戦闘能力は高く、動作も非常に敏捷。跳躍力や腕力もずば抜けており、ステッキがなくとも高い格闘力を誇る。3人の中で最強だが、体力の消耗が激しい。見ためは獣性であるが噛付きや引掻きは一切せず、人間の格闘家のようにスマートな戦術である。3人の中で唯一、変身の掛け声があり「ウ〜ガンダー！」と唱えながらステッキを身構える。
ベラ
声 - 森ひろ子
27 - 28歳くらいの女性の姿を仮の身体とした妖怪人間。
身長170cm。一人称は「アタシ」。紫色のローブのような服と赤いマントを身に着けている。“BELA”の“LA”はY因子、女性を意味し、LadyのLaでもある。
強気で短気だが、情にもろく、面倒見が良い。綺麗事は言わず、常に思ったことをストレートに表現する。斜に構えた口調ながら「ベラの鞭は痛いよ！アタシは悪い奴が大嫌いでね!!」と前口上を述べる場合も多く、本質的には正義である。
ベムに従順であるが、時に欲求不満が昂じてヒステリックな行動をとる。地道に生きるベムとは対照的に、要領良く立ち回るべきと主張したりもする。
正義感は人一倍強く、人間・妖怪を問わず不正や悪事を働く者は許さない。しかし悪を憎むあまり、悪人を懲らしめる行動に行き過ぎがあり、ベムにたしなめられることもある。本当に人間になれる日が来るのかどうか、実は心の底では疑問を抱いている。
左手首には常に腕輪をつけており、それを伸ばして鞭として活用、武器とする。爪が数センチメートル伸び、鉄板や石塊を引き裂くことができる。足蹴りの威力は、大木をも倒す。変身態の活躍よりは素顔時に使う妖術を得意としている。
変身後は頭髪が黒い直毛からクセのある赤い髪に変わり、体色は青色になる。また、黒目が消え、腹部に蛇のような蛇腹が現れる。人間・妖怪のどちらの姿でも様々な妖術を駆使することが可能。特に、人間に恐怖を起こさせる能力に秀でている。3人の中では一番変身の回数は本遍では少なく、能力的にも未知数である。
ベロ
声 - 清水マリ
本作の主人公。8歳くらいの男児の姿を仮の身体とした妖怪人間。
身長110cm。一人称は「オイラ」。3体の中で一番成長の遅い生命体。首から下は赤い全身タイツのような服装で、頭髪は青く、頭頂部が1本角のように立っている。“BELO”の“LO”はLow、Littleを意味する。
好奇心旺盛で遊び好きな、どこにでもいる子供である。それだけに友達が欲しく、一番人間になりたがっている。明るく嫌味もなく、何にでも興味を示し、どんな人間にも分け隔てなく接する、非常に社交的な性格。また、楽観的で、落ち込んでも決して後に尾を引かない。
人間と妖怪との区別が不得意で、人間が自分たちを拒絶することが不思議であり、また悲しく思っている。だが、そのために必要以上にジメジメすることもないのは現代っ子と同じである。
明朗活発、無邪気だが、時としてそれが自分の危機を招く。嬉しいと思わず逆立ちをする。体は柔らかく、人間で言えばスポーツ万能。器械体操的な動きを得意とする。
肉体・精神共に幼稚なのでベムとベラの助力を常に必要とする。ベムを信頼し、尊敬しているので、ベムの教えを忠実に守る。
人間に危害を加える者に対しては、自らの身を省みず立ち向かう勇気の持ち主。また怖いもの知らずなので単独行動に走り、危険に身をさらすことも多い。好きな食べ物は生肉やニワトリの頭、苦手な食べ物はケーキなどの甘いもの。
変身後の姿はベムと似ているが、体色と手脚の太さが異なる。俊敏になり多少は戦闘力も増すが、それでもベムに比べると格段に劣り、敵と渡り合うには荷が重すぎる存在であった。
オープニングナレーター - 城達也

### 妖怪人間の特殊能力
3人共通の能力
妖怪化
本来の妖怪人間の姿になる。力、スピード、耐久能力、回復能力が飛躍的に上がる。
ベムは妖怪化の際、しばしば「ウー、ガンダー!」と叫ぶ。これはアフリカのウガンダ共和国の語感がいいという理由で使われた。
高速移動
人間の目にはかろうじて「何かが移動している」と判るくらいの高速で、かなりの距離を走ることができる。
姿の透明化
姿を消し、神出鬼没の行動が取れる。しばしば瞬間移動と間違われるが妖怪人間たちに所謂テレポーテーションの能力はない。（例：第10話でベラとベロが姿を透明化しゴーレムから逃げようとする場面など）
幻術
最も強いのはベラ。空中から首や腕だけを出したり、骸骨やマネキンを動かしたりなどの基本能力のほか、様々な幻を見せて人間を恐怖のどん底に落とす。ベラの幻術をかけられ、恐怖のあまり仮死状態になった人間は、悪い心が浄化され善人になる。
超探知能力
霊能力のある人間にさえ存在を感じることができない悪霊・妖怪の存在を見て、聞き、嗅ぐことができる。触れるかどうかは相手による。
傾斜張付き
例え天地逆さであっても足場さえあれば横壁や天井や橋下裏などにも張り付ける。3人とも使えるが変身態で解放感に浸っていたベムが橋下裏で「どうだ、いいもんだぞ」とベロも誘って遊んでいた。ベラもできるが「酔狂が過ぎる」と参加しなかった。
個別の能力
冷凍光線
ベラの固有能力。妖怪の姿の時に口から相手を凍結させるエネルギーを吐き出すことができる。
死者蘇生
ベラの固有能力。死後あまり時間が経っていない生物を蘇らせることができる。時間さえ間に合えば死体の状態は問わず、白骨化した人間を蘇らせたこともある。
召雷
ベラの固有能力。雷を呼んで、相手の頭上に落とす。食らった相手は一撃で白骨死体になった。
エネルギー化能力
ベムの固有能力。杖に妖怪人間のエネルギーを注入し、悪魔、妖怪などはもちろん、悪霊など実体の無い相手も倒せる。
第2作では、ベラが鞭、ベロが爪にエネルギーを込める描写があり、ベロはそれでブラックドッグとウィンキーを倒している。

## 第1作 (1968年)

### スタッフ
- 原作 - さかいさぶろう
- 連載 - 講談社『ぼくら』
- 企画 - 第一動画
- 制作担当 - 庵原和夫
- 脚本 - 足立明（A・L・C・A）
- 監修 - なついじゅん
- 演出 - 柳田灸次郎、佐々木治次、若林忠生[13]
- キャラクターデザイン - 若林忠生
- 作画監督 - 森川信英
- 原画 - 藤原万秀、楠本勝利、鈴木道弘、ほか
- 美術監督 - 草野和郎
- 背景 - 関俊六、五十嵐忠司、小関俊之、ほか
- 色彩設定 - 木村和夫
- 撮影チーフ - 稲谷昭一郎
- 音楽 - 宇野正寛
- 録音 - 東北新社、KRCスタジオ
- 効果 - 赤塚不二男
- 制作協力 - 東洋放送
- 現像 - 東洋現像所
- 製作 - 第一動画

### 主題歌
オープニングテーマ
「妖怪人間ベム」
作詞 - 第一動画 / 作曲・編曲 - 田中正史 / 歌 - ハニー・ナイツ
エンディングテーマ
「ベロは友だち」
作詞 - 第一動画文芸部 / 作曲・編曲 - 宇野正寛 / 歌 - 山田淑子、コロムビアゆりかご会、劇団こまどり
- テレビサイズ版のエンディングは、歌有りバージョンと、歌のない8小節で終わるバージョンの2種類がある。

- なお、双方いずれも、現在は作詞クレジットが第一動画の後身である「アサツー ディ・ケイ」名義に代えられることがある。

### 各話リスト
| 話数 | 放送日         | サブタイトル     |
| ---- | -------------- | ---------------- |
| 1    | 1968年 10月7日 | 恐怖の貨物列車   |
| 2    | 10月14日       | 階段を這う手首   |
| 3    | 10月21日       | 死びとの町       |
| 4    | 10月28日       | せむし男の人魂   |
| 5    | 11月4日        | マネキン人形の首 |
| 6    | 11月11日       | 悪魔のろうそく   |
| 7    | 11月18日       | 呪いの幽霊船     |
| 8    | 11月25日       | 吸血鬼の寺       |
| 9    | 12月2日        | すすり泣く鬼婆   |
| 10   | 12月9日        | 墓場の妖怪博士   |
| 11   | 12月16日       | 恨みの鏡         |
| 12   | 12月23日       | 恐怖の黒影島     |
| 13   | 12月30日       | ミイラの沼       |
| 14   | 1969年 1月6日  | 怪奇の森         |
| 15   | 1月13日        | 狙われた目玉     |
| 16   | 1月20日        | 山荘の妖鬼       |
| 17   | 1月27日        | 博物館の妖奇     |
| 18   | 2月3日         | 謎の彫刻家       |
| 19   | 2月10日        | 古井戸の呪い     |
| 20   | 2月17日        | 鉄塔の鬼火       |
| 21   | 2月24日        | 怨みの髪の毛     |
| 22   | 3月3日         | 死者の門         |
| 23   | 3月10日        | 悪魔の化粧       |
| 24   | 3月17日        | 人面の悪鬼       |
| 25   | 3月24日        | ベロを呼ぶ幽霊   |
| 26   | 3月31日        | 亡者の洞穴       |

### 放送局
| 放送対象地域 | 放送局       | 系列                          | 放送日時           | 備考                                         |
| ------------ | ------------ | ----------------------------- | ------------------ | -------------------------------------------- |
| 関東広域圏   | フジテレビ   | フジテレビ系列                | 月曜 19:30 - 20:00 | 製作局                                       |
| 中京広域圏   | 東海テレビ   | フジテレビ系列                | 月曜 19:30 - 20:00 | [ 14 ]                                       |
| 近畿広域圏   | 関西テレビ   | フジテレビ系列                | 月曜 19:30 - 20:00 |                                              |
| 福岡県       | テレビ西日本 | フジテレビ系列                | 月曜 19:30 - 20:00 |                                              |
| 静岡県       | テレビ静岡   | フジテレビ系列                | 月曜 19:30 - 20:00 | 1969年1月から                                |
| 静岡県       | 静岡放送     | TBS系列                       | 水曜 17:00 - 17:30 | 1968年12月まで                               |
| 北海道       | 札幌テレビ   | 日本テレビ系列                | 月曜 18:00 - 18:30 |                                              |
| 青森県       | 青森放送     | 日本テレビ系列                | 月曜 18:00 - 18:30 |                                              |
| 秋田県       | 秋田放送     | 日本テレビ系列                | 月曜 17:28 - 17:58 |                                              |
| 山形県       | 山形放送     | 日本テレビ系列                | 土曜 18:00 - 18:30 |                                              |
| 岩手県       | 岩手放送     | TBS系列                       | 火曜 18:00 - 18:30 |                                              |
| 宮城県       | 仙台放送     | 日本テレビ系列 フジテレビ系列 | 火曜 18:00 - 18:30 |                                              |
| 福島県       | 福島テレビ   | 日本テレビ系列 TBS系列        | 金曜 18:15 - 18:45 |                                              |
| 新潟県       | 新潟放送     | TBS系列                       | 木曜 17:30 - 18:00 |                                              |
| 富山県       | 北日本放送   | 日本テレビ系列                | 金曜 18:15 - 18:45 | 最終回は富山テレビ開局後の1969年4月4日に放送 |
| 石川県       | 北陸放送     | TBS系列                       | 火曜 18:00 - 18:30 | 1969年3月25日まで放送                        |
| 福井県       | 福井放送     | 日本テレビ系列                | 火曜 18:00 - 18:30 |                                              |
| 山梨県       | 山梨放送     | 日本テレビ系列                | 月曜 18:00 - 18:30 |                                              |
| 長野県       | 信越放送     | TBS系列                       | 火曜 18:00 - 18:30 |                                              |
| 島根県       | 山陰放送     | TBS系列                       | 火曜 18:00 - 18:30 | 当時は島根県のみの県域局                     |
| 鳥取県       | 日本海テレビ | 日本テレビ系列                | 金曜 18:00 - 18:30 | 当時は鳥取県のみの県域局                     |
| 広島県       | 広島テレビ   | 日本テレビ系列 フジテレビ系列 | 金曜 18:00 - 18:30 |                                              |
| 山口県       | 山口放送     | 日本テレビ系列                | 金曜 18:00 - 18:30 |                                              |
| 徳島県       | 四国放送     | 日本テレビ系列                | 火曜 18:00 - 18:30 |                                              |
| 香川県       | 西日本放送   | 日本テレビ系列                | 金曜 18:00 - 18:30 |                                              |
| 愛媛県       | 南海放送     | 日本テレビ系列                | 金曜 18:00 - 18:30 |                                              |
| 高知県       | 高知放送     | 日本テレビ系列                | 金曜 18:00 - 18:30 |                                              |
| 長崎県       | 長崎放送     | TBS系列                       | 火曜 18:00 - 18:30 |                                              |
| 熊本県       | 熊本放送     | TBS系列                       | 火曜 18:00 - 18:30 |                                              |
| 大分県       | 大分放送     | TBS系列                       | 火曜 18:00 - 18:30 |                                              |
| 宮崎県       | 宮崎放送     | TBS系列                       | 火曜 18:00 - 18:30 |                                              |
| 鹿児島県     | 南日本放送   | TBS系列                       | 火曜 18:00 - 18:30 |                                              |
| 沖縄県       | 沖縄テレビ   |                               | 水曜 18:30 - 19:00 |                                              |

### 前後番組
| フジテレビ 月曜19:30 - 20:00枠 | フジテレビ 月曜19:30 - 20:00枠      | フジテレビ 月曜19:30 - 20:00枠                                                                                   |
| 前番組                         | 番組名                              | 次番組 |
| ------------------------------ | ----------------------------------- | --- |
| アニマル1                      | 妖怪人間ベム 【本番組までアニメ枠】 | スター千一夜 （月 - 土 19:30 - 19:45） 【21:30から移動】お茶の間寄席 （月 - 土 19:45 - 20:00） 【21:45から移動】 |

## 第1作放送終了後の動き
- 1972年10月から1973年9月まで東京12チャンネルで火曜19時00分に放送された。
- 1982年、続編として『妖怪人間ベム パートII』がトップクラフト（スタジオジブリの前身）により制作開始されるも頓挫。詳細は「#パートII（未制作）」を参照。
- 1992年、レーザーディスク（LD）のLD-BOX「妖怪人間ベム スペシャルコレクション」が発売され、2000セットが完売[7]。
- 1993年、ケンミン食品「焼ビーフン」のCMキャラクターに起用される。「早く人間になりたい」というセリフと、「早く調理できる」という商品の売り文句をひっかけたもの。ベラがビーフンを作るも、出来上がるのが待ちきれず、ベムとベロが思わず妖怪の姿に変身してしまうというコミカルな内容になっている。このCMでは人間態の指の数が5本に修正されており、ベムとベロは妖怪の姿になると3本指に戻る。ただし、ベラは人間態のみの登場のため、妖怪の姿での指の数は不明。
- 1993年10月、『月刊少年ガンガン』にて、リメイク漫画『妖怪人間ベムRETURNS』が連載開始（後述）。
- 1993年、「ヒーローは眠らない」で1週につき3話ずつ放送する再放送が1.7%の視聴率で70%近い占拠率を記録し、番組プレゼントのベロのぬいぐるみ（UFOキャッチャーの景品）に応募が殺到[7]。
- 1995年、エニックスからフィルムコミックが発売。バンタンインターナショナルからもスクリーンセーバーのCD-ROMとデータとゲームの2枚組CD-ROMが発売され、それぞれ3000部と4000部を売り上げた[7]。
- 1996年、「病原性大腸菌O157撃退キャンペーン」のキャラクターに起用される。
- 1998年、テレビアニメ『彼氏彼女の事情』（テレビ東京系）11話において、主人公ら女子高生グループがカラオケボックスにて、本作のオープニング主題歌を歌う30秒ほどのシーンが登場した。その後、キングレコードよりリリースされた音楽集CDの第2巻には、このシーンの音声（カラオケ曲＋声優による歌唱）がそのまま収録されていた（トラック22）。トラック名は「妖怪人間ベム」であった。
- 2002年、大槻ケンヂ率いるバンド「電車」が2nd アルバムに主題歌のカバーバージョンを収録。同年、タイガー・ジェット・シン、ゴージャス松野、浅野起州（IWA・JAPAN社長）も主題歌をカバーし、アルバム「愛が地球を救うのだ」に収録。
- 2005年夏、株式会社アプリスから、第1作をモチーフとした企画飲料として、3種（「すっぱーいブルーレモネード味（ベム）」、「ピンクレモネード味（ベラ）」、「あま〜いグリーンレモネード味（ベロ）」）の色違いレモネードドリンクが発売された。
- 2006年4月、第2作の放送が開始（後述）。
- 2006年、「キャラドリンク」（製造：株式会社アプリス、企画：株式会社ラナ）シリーズの1つとして、第2作をモチーフとした「人間ドリンク 妖怪人間ベム」を発売。キャッチフレーズは「早く『健康な』人間になりたい」。「人間ニナリタイ成分ヲ補給」として「鉄分ガ足リナイ…クランベリー＋鉄分（ベム）」「アミノ酸ガ足リナイ…グレープフルーツ＋アミノ酸（ベラ）」「カルシウムガ足リナイ…ピーチ＋カルシウム（ベロ）」の3種が発売された。
- 2007年 3月27日、双葉社よりムック本『妖怪人間ベム大全』が発売される。
- 2007年、子供たちの夏休み期間にあたる7月下旬から8月下旬までの約1か月間にわたってYahoo!動画内のアニメチャンネルにて第1作の全26話が配信された。その際、本編を視聴する直前に「本編には現在では差別的と思われる表現もございますが、製作者側の作家性に配慮して、当時の時代背景のまま放送させて戴きます。どうかご了承下さいませ。」といった主旨の文言がブルーバックに白い文字で書かれた表記が本編前に10秒ほど流された（こうした視聴開始前の表記は、同時期に同じくYahoo!動画で配信されていた『科学忍者隊ガッチャマン』や『紅三四郎』でも見受けられた）。
- 2010年11月8日より、ニコニコ動画内のチャンネル「フルアニMAX」で第1作が毎週月曜日の18:00に1話ずつ配信された。第1話は無料、第2話以降は配信日の1週間後まで無料で、期間が過ぎた後は有料に切り替わる。2011年4月18日に全話を配信完了した。第2作も2012年4月23日から1作目と同じ曜日と時間に配信され、9月10日に全話配信されたが、9月28日、フルアニMAXの閉鎖に伴い1作目、2作目両方とも動画が視聴不可能となった。
- 2011年、同年10月22日からのドラマ版放送に先駆けて9月22日から10月13日まで、「妖怪人間ベム」ドラマ化記念!! 原作アニメ傑作選[38]と題して、第1作から厳選された全11話が日本テレビ「ゴゴドラ」枠[注 5]で放送された[39]。なお、この放送ではオープニングが主題歌に本編を編集した映像を組み合わせたものとなり、アバンタイトル（妖怪人間の誕生→サブタイトル）を省略して、オープニングラストにサブタイトルがクレジットされる形となった。

※ 2017年以降の「リブートプロジェクト」関連の展開詳細は「#俺たちゃ妖怪人間」「#BEM」などを参照。

## パートII（未制作） (1982年)
1982年に全26話のテレビシリーズを予定して企画された。企画・制作は第1作と同じく第一放映だが、第一動画が既に解散していたため、アニメ制作はトップクラフトが行った。
第1作に比較して柔和な表情のキャラクターデザインになり、無国籍調から中世ヨーロッパ調に軌道修正が図られている。企画書では19世紀半ばから20世紀のヨーロッパ北部の物語と設定された。
「血をむすぶ楡の木」「雪降る町の妖鬼」の2話が、パイロット版として制作されたものの、諸般の事情により企画は頓挫した。この2本は、後にビデオソフトやCD-ROMソフトが発売された際に特典として収録された。また、第3話として「犬とミイラと妖怪と」というエピソードの脚本、絵コンテの存在も確認されている。

### 登場人物（パートII）
- ベム（声 - 小林清志）
- ベラ（声 - 森ひろ子）
- ベロ（声 - 清水マリ）
- オープニングナレーター - 二又一成

### スタッフ（パートII）
- チーフディレクター - 山田勝久
- 監修 - 庵原和夫
- 脚本 - 足立明
- 音楽 - 高橋五郎
- プロデューサー - 草野和郎
- 制作協力 - トップクラフト
- 企画・制作 - 第一放映

### 主題歌（パートII）
オープニングテーマ
「妖怪人間ベム」
作詞 - 第一動画、作曲 - 田中正史、編曲 - 高橋五郎、歌 - ザ・ブレッスン・フォー
エンディングテーマ
「バグアイドモンスター・ベロ」
作詞 - 足立明、作曲 - 田中正史、編曲 - 高橋五郎、歌 - モガ

## 映像ソフト
- 1989年頃にパック・イン・ビデオからVHS全7巻が発売された。
- 1991年にワーナーミュージック・ジャパンから傑作選のLD全2巻が発売された。第1巻には第1話・第3話・第8話・第16話を、第2巻には第21話・第23話・第24話・第26話を収録。
- 1992年10月21日にMERIDAから7枚組LD-BOX「妖怪人間ベム スペシャルコレクション」が発売された（販売元：創美企画）。この際、表現上不適切とされる本編の一部シーンや音声が編集で削除された。また、第4話のサブタイトルが「人魂」に改題され、それに合わせる形で全26話のサブタイトル表示画面がオリジナルの手書きのものから電子テロップのものに改変された。近年の再放送ではこのバージョンが使用されている。特典映像として『パートII』全2話を収録。
- 1996年 - 1997年にかけて株式会社マクザムからVHS全9巻が発売された。各巻3話（9巻のみ1話＋『パートII』全2話）を収録。映像は1992年のLD-BOXと同様に編集が加えられている。第4話は未収録となった。
- 1999年6月25日に株式会社マクザムから7枚組LD-BOX「妖怪人間ベム パーフェクトコレクション」が発売された（販売元：ビームエンタテインメント）。映像は1992年のLD-BOXと同様に編集が加えられている。特典映像として『パートII』全2話を収録。
- 2000年12月22日に株式会社マクザムから5枚組DVD-BOXが発売され、翌年には単巻でも発売された。映像は1992年のLD-BOXと同様に編集が加えられている。特典映像として『パートII』全2話を収録。
- 2010年12月29日にビクターエンタテインメントから「妖怪人間ベム 初回放送（'68年）オリジナル版 DVD-BOX」が発売された。パック・イン・ビデオ版を入手する以外に全話の視聴手段がなかったオリジナル版が、20年ぶりに陽の目を浴びることとなった。特典映像として『パートII』全2話を収録。
- 2012年12月5日にビクターエンタテインメントから「妖怪人間ベム<初回放送 オリジナルHDリマスター版>Blu-ray BOX」が発売された。特典映像としてケンミン食品の焼ビーフンCMを収録。『パートII』全2話は収録されていない。

## 妖怪人間ベム -HUMANOID MONSTER BEM- (2006年)
2006年4月1日から同年10月7日までアニマックスで放送された。前作の基本設定を継承しつつも、スタッフやキャストを一新した完全新作アニメである。ナレーションは鈴木瑞穂が担当。
前作から40年近く経ってからの制作ということもあり、様々な点で現代の放送基準に合せたアレンジが成されている。主なアレンジ点は以下。
- ベム、ベラ、ベロの人間時の姿の指の数を3本から5本に変更。このため、変身前は人間と変わらずベラも過去に結婚していたことも語られている。
- オープニングナレーションの一部を変更。
- 人間キャラクターは現在の視聴者にも受け入れやすいよう、若干柔らかく（可愛く）デザインされた。
- ベロの醜い本当の姿をも受け入れてくれる心優しい少女・キラを始め、当初は不信感を抱くが、徐々にベロを受け入れていく子供たちがレギュラーキャラクターとして登場。妖怪退治とは別に、キラたちとベロの心の交流をシリーズを通して描く。

ストーリーは、街から街へ流浪していた妖怪人間が、謎のモニュメントが出現したために妖怪の巣と化した東洋某国の湾港都市に流れ着いたことから、妖怪・魔物が街から一掃されるまで一時的に滞在、人知れず退治していくという展開になっている。
「沿革」の節で前述したとおりアニマックス以外にもTOKYO MXにて同年7月から夕方帯で放送されたが1クール（13話）で打ち切られた。2018年4月から同局にて「リブートプロジェクト」第2弾として放送された。

### 登場人物（第2作）

#### 妖怪人間
ベム
声 - 井上和彦
ベムを参照。
ベラ
声 - 山像かおり
ベラを参照。本作では結婚し同居した男性とのエピソードが追加されているが、妖怪人間である自分が老化することができず寿命を終えた配偶者を看取る悲恋が描かれている。
ベロ
声 - 洞内愛
ベロを参照。

#### 日向家の人物
日向 雲英（ひなた キラ）
声 - 稲村優奈
総合病院の一人娘で、私立小学校に通う4年生。心優しい性格で、他人に対する思いやりを持ち、弱い者を庇う。行動力と意思の強さも持ち合わせているが、両親に対してはショックを与えまいと、いい子を演じ続けている。
ひょんなことからベロと友達になり、本当の姿をも受け入れて彼の最大の理解者となるが、両親からはベロとの付き合いを反対されている。
物語の終盤、悪い妖怪の策略や彼らと結託した警察によってベロを誤解し、恐れてしまうが、人間を守るために戦うベロの姿を見て、再びベロを信じることにした。そして妖怪人間を差別する大人たちに「ベムたちこそ自分たちよりも人間らしい」と主張するようになる。妖怪人間が街を去った後は、子供たちがもうベムたちに会えないのかと肩を落とす中、自分たちが大人になって街がベムたちを人間として迎え入れられるようになればまた会えると明るい表情で語った。
日向 うらら
声 - 園崎未恵
キラの母親。他人に対しては社交的だが、毎日のように流れる暗いニュースに心を痛めており、キラに対しては過保護に接し、彼女の話に耳を傾けずに自分の意見を押し付ける。
ベロを見た目が人間らしくないという理由だけで嫌い、キラがベロに関わることを快く思っていない。終盤、ベロを嫌悪する態度にキラから反発されて動揺し、ベロを救うために行動を起こしたキラの姿を見ると同時に玄白に諭され、キラの話を聞かなかった自分の態度に気づいた。
日向 玄白（ひなた げんぱく）
声 - 岩崎征実
キラの父親で、父から継いだ日向総合病院の院長を務める。
温厚な性格で、家族想い。うららのように「大人の常識」は振りかざさず、ベロへの態度も穏やか。ベロに命を救ってもらったうららに「礼をすべき」と促し、最終話ではベロを妖怪と知りつつ、キラの大切な友達だと主張した。

#### 海堂家の人物
海堂 空（かいどう ソラ）
声 - 岩橋直哉
初登場は第3話。海堂家の末っ子で、公立小学校に通う4年生。やんちゃで自信過剰な性格だが、基本的には親分肌で友達想い。何か事件がある度に妖怪のせいだと決め付け、友達を巻き込み妖怪退治しようと意気込んでいるが、友人からは呆れられており、いざ妖怪が現れると逃げ腰になる。
ベロを事件の犯人だと疑うことが多いが、ベロと交流するうちに彼を信頼していく。第3話で妖怪退治の過程で偶然ベラと出会い、以降ベラにほのかな憧れを抱く。ズボンを下にずらして履いている設定のため、デザイン画（正面）の脇には、ズボンの断面図として実際の股の位置（縦縞トランクスを履いた下半身左脚側）が描き添えられている。終盤ではキラ、美月、裕也と共にベロたちの行方を捜し、ベロたちが田無と警察にガスタンクへ追い詰められると今まで助けてきた子供たちに連絡することを提案し、ガスタンクでベロたちを守った。
海堂 陸
声 - 内藤玲
初登場は第10話。海堂家の長男。褐色肌で金髪。港三高の生徒で、これまで女子に何度もフラれた。
海堂 海
声 - 長沢美樹
初登場は第10話。海堂家の次女。流行に敏感で、「674（ムナシー）」というバンドの追っかけをしている。
海堂 律子
声 - 長浜満里子
初登場は第5話。海堂家の母親。肝っ玉母さん。
海堂 繁
声 - 永野広一
初登場は第10話。海堂家の父親。真面目な性格で、古代宝石展の現場責任者を勤めていた。
海堂 鉄雄
声 - 西村仁
初登場は第10話。海堂家の祖父。嘘をつくと右眉が動く癖がある。
16話ではカリヤッハ・ベーラの催眠術にかかって他の老人と共に異常な行動をとっていたが、ベムたちに救われる。24話では妖怪の子供を妖怪狩りが終わるまで家に匿った。
海堂 キヨ
声 - 小野未喜
初登場は第10話。海堂家の祖母。

#### 如月家の人物
如月 美月（きさらぎ みつき）
声 - 茅原実里
初登場は第4話。如月家の息子で、希望ヶ丘タウンに住んでいる。父は離婚し、母も仕事が忙しく一人でいることが多い。空のクラスメイトだが、物静かな性格故にクラスでは浮いており、友達がいない。常に敬語で話し、母である涼子をも「涼子さん」と呼んで遠ざけているが、本心では母と一緒に船旅をすることを夢見ている。
ある時、迷子のオウム「Pちゃん」（声 - 石橋美佳）の件でベロと意気投合するが、ハーピーとの戦いでベロの正体を見てからはベロの本質を知りながらも彼に怯えるようになる。
第14話ではブラックドッグの標的にされ、自暴自棄になったが、自分のために必死に戦うベロの姿を見てベラに諭され、ベロに再び心を開く。そして自分を探し求めていた涼子に抱かれ、数年ぶりに涼子を「ママ」と呼んだ。
如月 涼子
声 - 渕崎ゆり子
第4話に登場。美月の母親。服飾デザイナーの仕事が忙しく、美月とはすれ違いの生活を送っている。それでも性格は優しく、美月と友達になったベロを暖かく受け入れた。また、妖怪狩りが起こった際には子供の妖怪を人里離れた場所に逃がしたこともある。

#### 壁谷家の人物
壁谷 健人
声 - 中村太亮
第6話に登場。北欧の小さな国から空と同じ学校に引っ越してきた物静かな少年。妹の真理が作ったクマのマスコットを大切にしている。
3か月前に妹を亡くし、悲しみに暮れていたが、ある時バンシーと出会い、妹を蘇らせるために彼と契約を結ぶ。真理の話し相手としてキラを家に誘い、彼女を生け贄にするが、真理の霊に諭され、儀式を中断する。最終話にも登場し、自分に何が正しいことかを教えてくれたベロたちを守るためにキラたちに協力する。
壁谷 真理
声 - 仲井絵里香
第6話に登場。健人の妹。兄と仲良く暮らしていたが、3か月前に誕生日プレゼントとして、自作のクマのマスコットを兄に託し息を引き取った。享年8歳。自分を蘇らせようと儀式を執り行う健人の前に魂として現れ、今まで自分を愛してくれたことを兄に感謝し、成仏する。

#### 立山家の人物
立山 真琴
声 - 樹元オリエ
第8話に登場。立山家の一人娘で、美月の隣のクラスの同級生。普段は気丈に振舞っているが、3年前に母が他界、父は仕事が忙しく家では寂しい思いをしている。
運動会の二人三脚で美月とペアになったことをきっかけに互いの衝突もあったが、片親という境遇が似ていることもあって美月と仲良くなった。最終話にも登場し、キラたちに協力した。
立山 紀浩
声 - 乃村健次
第8話に登場。真琴の父。3年前に妻を亡くし、男手一つで娘を育てている。『TOTO TIMES』に勤めるフリーカメラマンだが、仕事が忙しいせいで娘との時間をとれておらず、一度も娘の授業参観や運動会に来たことがない。そのうえ仕事での成果も上げられず、いつも編集長（声 - 西村仁）に怒られている。
妖怪人間を失踪事件の犯人と疑い彼らを追うが、その途中で娘がレッドキャップに捕らえられているところを目撃、娘を助けようとするも返り討ちに遭う。その後ベロに諭され、スクープを追うことより真琴の傍にいることを選んだ。

#### 三上家の人物
三上 裕也
声 - 豊永利行
第13話から登場。三上家の一人息子で、空のクラスメイト。家庭より仕事を優先する父に苛立ちを感じ、妖怪が父の仕事を多忙にしていると考え、憎んでいたが、スプリガンから人間を守ろうとする妖怪人間の行動に心を動かされ、考えを改める。
三上 雄三
声 - 村治学
第13話から登場。裕也の父で、職業は刑事。連続密室失踪事件の調査で妖怪人間を偶然目撃し、彼らの存在を報告するが、世間が騒ぎになることを危惧した部長（声 - 上別府仁資）に情報の公開を止められ、特殊生物対策本部の室長に任命される。
以降、妖怪人間を妖怪絡みの事件の犯人として追うようになり、やがて目的の同じ田無と組むが、タルウィス・ティグに襲われた所をベムたちに救出されてからは態度が軟化。妖怪を悪と決め付け、排除しようとする署長（声 - 楠見尚巳）に異を唱えるが、聞き入れてもらえずに室長の権限を剥奪されてしまう。その後はベムたち妖怪を排除しようと企む田無と決別する。終盤ではダーナ・オシーとしての正体を現した田無が、ガスタンクに追い詰めたベロたちとそれを守る子供たちごとバズーカで抹殺しかけたところを威嚇射撃で阻止した。
三上 恭子
声 - 中村祐子
第13話に登場。裕也の母親。父と上手くいっていない息子を心配している。

#### その他の人物
アキラ
声 - 遠近孝一
初登場は第2話。キラの同級生。金持ちで、やたら外国製の服飾品を自慢する成金趣味の少年。
サヤカ
声 - 中村祐子
第4話に登場。オウムのPちゃんを飼っていた少女。一週間前、死ぬ間際に自分の分まで生きて欲しいと願いを託し、Pちゃんを逃がして息を引き取る。
デモクリトス
声 - 石井康嗣
第7話に登場。錬金術師の老人。今までの戦いで傷ついたベムとベラを救い、人間に迫害されることに悩むベムに「正しい心を持って生きろ」と生きる道を示す。ベムからは「老師」と呼ばれ慕われていた。
ホムンクルスの兄妹（ゴアとサラ）を造るが、自分の寿命の短さを知り、絶望したゴアに襲われる。その後、リングを通してゴアがベムたちを狙っていることを伝え、息絶える。
ゴア
声 - 川田紳司
第7話に登場。デモクリトスに造られたホムンクルスの兄妹で、サラの兄。
ホムンクルスは5年しか生きられないことを知って絶望し、生みの親であるデモクリトスを殺害。自身の寿命を延ばすために、妖怪人間が持つ妖怪細胞を原料とした薬を作ろうとキマイラを利用してベロを拉致するが、駆けつけたベムとベラに阻止され、「宿命から逃れることはできない」と言い残し、妹と共に消滅する。
サラ
声 - 中村千絵
第7話に登場。ゴアの妹。ホムンクルスの寿命を延ばす薬を作ろうとベロを材料にしようとする兄を止めるため、ベムに助けを求める。
ベムたちに迷惑をかけたことを詫び、普通の人間として生きたかったことを伝え、兄と共に消滅した。
工藤 アキラ
声 - 小野坂昌也
第10話に登場。考古学教授で、古代宝石展の関係者。宝石展に展示するため、洞窟からゴブリンの財宝を奪い去るが、それがもとでゴブリンに狙われる。
ゴブリンを追い払うために銀行を襲わせ、次第に欲望に駆られ、ゴブリンを利用して金品を奪い贅沢の限りを尽くし、態度も大きくなっていった。古代宝石展の情報をゴブリンに教えた後に逃亡するが、悪事を知ったベロとベラに追い詰められ、逮捕された。
画商
声 - 坂口芳貞
第11話に登場。路地裏に画廊を構え、見た者は死ぬという「死を招く絵」を売る男。過去に自分も絵を見てしまったが、絵に潜む妖怪ファー・ゴルタと「死を呼ぶ手助けをするから命だけは助けてくれ」と契約を結び、今に至る。代償として命を握られ、ファー・ゴルタが倒されたのと同時に死亡した。
ジョージ
声 - 下崎紘史
第12話に登場。「BATAN-Q（バタンキュー）」のギタリスト。ギターに寄生したラナン・シーに魂を吸われ、死亡する。
ジュン
声 - 勝杏里
第12話に登場。インディーズバンド「674（ムナシー）」のギタリスト。ここ最近スランプに陥り、仲間とも上手くいかない中、魂を吸うギターに手を出したが間一髪のところでベラにギターを奪われ、一命を取りとめる。その後は入院した模様。
アスラ
声 - 宮野真守
第12話に登場。「674」のボーカルで、金髪の青年。メジャーデビューが近い中、スランプ気味のジュンに苛立ちを見せる。
リサ
声 - 三橋加奈子
第12話に登場。陸の同級生。陸に惚れられているが、ロックバンド好きで、上級生の辻本（声 - 藤田大助）と交際している。彼がラナン・シーに恐れをなし、逃げ出したことで見限り、陸と多少仲良くなったようだが、結局は陸とも別れた。
高山 実
声 - 永野広一
第13話に登場。地下鉄西内線の整備部長。地下鉄新未来線の延長工事に関わっていたため、地下鉄工事の関係者を恨むミノタウロスに捕われてしまうが、ベロたちによって救出される。
日影 守
声 - 野口聖古
第15話に登場。キラのクラスメイトだが、気弱で後ろ向きな性格が災いし、ブンタたちに苛められている。ある日、妖怪ウィンキーと出会い、彼の力を借りて自分を苛めた人々を眠らせるが、同じく人々から迫害されたベロに諭され、復讐を止める。その後はクラスメイトと打ち解けた模様。
ブンタ、ケンタ、ショウタ
声 - 菊池正美、杉本ゆう、佐藤ゆうこ
第15話に登場。キラのクラスメイトの苛めっ子3人組。守に様々な因縁をつけていじめている。ウィンキーの力を借りた守に眠らされ、気力を奪われるが、ウィンキーが倒されたことで元気を取り戻す。最終回にも登場し、守たちに協力する。
松井 なつめ
声 - 花村怜美
第17話に登場。キラのクラスメイト。キラと美術館に行き、後述のローゼの薔薇のアンブレラに捕らわれたが、ローゼが倒されたことで救出された。
田無 幻狼斎（たなし げんろうさい）
声 - 野島裕史
初登場は第19話。僧のように錫杖を持ち、自らを「魔導封印師」と名乗る男で、様々な魔術によって妖怪を狩る妖怪退治のスペシャリスト。飄々としているが、どこか嫌味な態度で捉え所がない。妖怪人間を追っており、三上刑事に自分を売り込んで妖怪捜査に協力するが、その正体は自身が妖怪たちの頂点に立つために障害となる無害な妖怪たちと妖怪人間であるベロたちを排除するために人間に擬態したダーナ・オシー。
一見、仏のような端正な顔立ちだが、終盤においてダーナ・オシーとしての邪悪な本性を現していくに連れ、クールで飄々とした態度が次第になくなり、エキセントリックかつ常軌を逸した冷酷さと狂気に満ち溢れた笑みと怒りの表情をキラたちや三上刑事に見せつけた。
端正な顔立ちが醜悪に崩れるほどの狂気の表情は地下下水道に逃げたベムたちに対して喜々として警察に火炎攻撃を指示した際や、木に足をかけて逆さまにぶら下がりなりながらベロたちを探すキラたちを監視していた際には狂気の笑みを浮かべ、ガスタンクに追い詰めたベムたちとそれを守ろうとするキラたちごと機動隊員から奪ったバズーカで葬ろうとしたところを三上に阻まれた際には、苛立ちと狂気が入り混じった焦燥の表情を表した。
後に妖怪の妖力を吸い取る兵器「メダリエ」を開発し、警察を扇動して妖怪一掃作戦を開始。妖怪人間への考えを改めた三上刑事を見限り、ガスタンクにて妖怪人間であるベムたちとそれを守る子供たちごと抹殺しようとするが、逆に三上に追い詰められ、不敵に嘲笑しながら自身がダーナ・オシーであることを明かす。
名前はダーナ・オシーの名前を捩ったものであり、使用する魔術の呪文「シオナーダ・ワナ・ガワ」も「我が名はダーナ・オシー」という台詞を逆さ読みしたものである（22話で市長を呪う際に使った呪文を逆さ読みすると「目覚めよ暗黒の力、市長に災いを」となる）。錫杖の形状もダーナ・オシーの頭文字であるDからきており、腰に手を当たるポーズもダーナ・オシーと共通している他、ダーナ・オシーも初期デザインでは田無と同じように端正な顔立ちをしていた。
田中市長
声 - 小山力也（幼少期 - 中村祐子）
第22話に登場。本作の舞台である街の市長で、玄白とは小学校からの仲。正義感が強く、良心的な性格で、ベムたちの正体を知っても差別せずに受け入れた。
幼い頃、鎮守の森に迷い込んだ所をオイン・エジェンに助けられており、開発が推進されている森の開発に反対している。しかし、ダーナ・オシーに呪いをかけられ入院し、その間に買収された森山副市長（声 - 永野広一）の承諾で森を開発されてしまう。それによってベロにオイン・エジェンが怒っていることを聞かされ、彼女を説得して怒りを鎮めた。

#### 妖怪
ワーム
第1話に登場。人間の生気を吸って成長する西洋の妖怪。一つ目のミミズのような姿をしている。
とある琥珀に封印されたまま骨董品屋に陳列されていたが、店主とおぼしき老人によって女子学生の手に渡ったのをきっかけに封印が解けて人間を襲い始める。人間を丸呑みするほどに巨大化・成長したが、ベム、ベラ、ベロの3人がかりで倒される。
デュラハン
声 - 加藤精三
第2話に登場。紅龍楼の地獄門に潜む妖怪。棺桶を乗せた首なし馬の馬車のような姿をしている。棺桶から槍のような触手を伸ばし、青白い炎を操る。本来は死んだ悪人の魂を地獄に連れていく死神の使いだが、千億日の夜の内に百億人の人間の魂を地獄に運べば死神の掟に縛られず自由になれる。
ある3人組が門を開けたために復活し、再び自由のために魂を地獄に送ろうと生きている人間をも地獄へと連れて行き、百億人目にキラを選んだ。だが、ベムに行く手を阻まれ、倒される。
ライカンスロープ
声 - 家中宏
第3話に登場。普段は黒いタキシードに身を包む紳士的な中年男性だが、月を見ると狼男に変身してしまう。狼男の姿の時は理性を失い、獣のように暴れまわる。
かつてはローザという女性と相思相愛の仲だったが、ある夜狼男の姿を見たローザに拒絶され、失恋した過去を持つ。それでもローザが忘れられず、髪の長い女性をローザと思い込み襲っていたが、ベムたちに倒される。
ハーピー
声 - 岡村明美
第4話に登場。人間に捨てられた動物を取り込んで姿を変え、動物を虐げる人間に復讐する半鳥人型の妖怪。人間への憎しみを力に換える。手足の爪による攻撃の他、身体を回転させて旋風を起こす。
美月が拾ったオウム・Pちゃんを取り込んだ後、ベロたちと戦い彼らを圧倒するが、Pちゃんを想う美月の必死の呼びかけによって取り込んだ動物たちが解放され、消滅する。ベム曰く「ヨーロッパにしかいない人前にめったに姿を見せない幻の妖怪」で、正体を現した際にはベム自身も驚いた。
インプ
声 - 岩田光央
第5話に登場。日向総合病院に潜んでいる妖怪。物体を直接触れずに操ることができる。
入院している子供たちとずっと遊びたい一心で子供の病気や怪我の治りを遅くしたり、医師の邪魔をしていたが、ベラとベロの説得によって改心し、患者の治療を手助けすることにした。ベム曰く純粋な心を持ち、ある種の察知能力に優れているらしく、第11話では死を招く絵から妖怪の気配をいち早く感じ取っていた。
バンシー
声 - 中多和宏
第6話に登場。スライムのような身体を持つ妖怪。人間を悲しく荒んだ弱い心の持ち主と考えており、人間の本心を暴くのを趣味としている。
妹を亡くした健人に対し、妹を蘇らせるための契約を持ちかけるが儀式をベラに阻止され、彼女を苦戦させる。しかし、駆けつけたベムに額を貫かれ、「人の心に隙がある限り、私は何度でも蘇る」と言い残して消滅した。
キマイラ
第7話に登場。本来はデモクリトスの造った魔導獣だが、ゴアが奪い取り、使役している。ライオンの頭から足、翼、蛇の尻尾が生え、顔からもヤギの上半身が生えているという異様な姿をしている。ベロを洞窟に連れ去るが、助けに来たベムに体内を貫かれて倒される。
レッドキャップ
声 - 下崎紘史
第8話に登場。赤い人型の虫の姿をした妖怪。口から粘着性の糸を吐く。
人間の血を吸わないと生きられず、人間を地下水道に捕らえている。普段は小柄だが、追い詰められると巨大な蜘蛛のような本性を現す。ベロ、真琴、美月を襲うが、加勢したベラとベムに倒される。
ヴィルデ・フラウ
声 - 鶴ひろみ
第9話に登場。表向きはネオ中華街で女性のみを占う中華服を着た人間の女性だが、本性は頭頂部や肩にも口を持つ妖怪。
「嫉妬の女王」と呼ばれ、自分以外の幸せを許さず、人間の不幸を命と美貌の糧としており、幸せな女性を妬み消し去っていた。キラを「ベロと関わると不幸になる」と唆し、彼女とベロの仲を裂こうとするが、ベラに本体の水晶玉を壊されて敗北。最期は年老いた姿に嘆き、消滅した。
ゴブリン
声 - 下崎紘史、岩間健児、内藤玲、永野広一
第10話に登場。ボスを筆頭に集団で行動する小柄な妖怪。合体してドリルに変身したり、巨大化したりする。
人間には危害を加えない友好的な性格で、先祖が人間を助け、その礼として貰った宝を絆の証明として洞窟に保管していたが、工藤に宝を奪われる。宝を取り戻そうとしたが工藤に騙され、銀行や宝石店から金品を奪ってしまい、そのことでベロたちと対立して敗北したが、事情を説明して和解し、古代宝石展の会場から宝を取り返した。
妖怪一掃作戦が開始された時はメダリエの実験台にされたり、警察に捕らわれたりするなど散々な目に遭ったがベムたちに救出され、田無の魔の手から彼らを逃がした。
ファー・ゴルタ
声 - 西村仁
第11話に登場。絵画に潜む霊体のような妖怪。絵を見た人間に死を呼び寄せ、人々からは死を招く絵と呼ばれているが、一人で動くことはできず、前述の画商を経て人々の手に渡り、魂を喰らっている。日向総合病院に渡ったところでベムたちに倒される。
ラナン・シー
声 - 土井美加
第12話に登場。普段はコートを着た人間の女性の姿だが、本性は顔から胸にかけて多くの眼を持つ人型の妖怪で、首からレーザーを発射する。
音の世界でしか生きられず、楽器に寄生して若い男の燃え滾る血潮を浴びるのを快楽とする。そのため、中古楽器店の店主（声 - 清水宏）にギターを売り渡し、ギターを買って弾いた者の魂を奪っている。ギターが陸の高校に渡ったところでベムたちに追い詰められて逃走を図るが、ベムの幻術に引っかかって倒される。
ミノタウロス
声 - 斎藤志郎
第13話に登場。その名の通り、人型の牛の姿をしており、人間を地下深くに引きずり込み食らうとされる。
地下深くの石棺で平和に眠っていたが、人間の地下鉄工事によって石棺を壊されたため、その復讐のために地下鉄工事に関わった人間たちを地下に幽閉している。持ち前の怪力でベロ、ベラを苦戦させるも、駆けつけたベムによって再び石棺に戻される。
ブラックドッグ
声 - 辻親八
第14話に登場。黒い犬の姿をした妖怪で、中年の男性に化けられる。人間の生への執着を糧としており、3日しか生きられなくなる暗黒の瘴気を心に隙のある人間に浴びせ、自暴自棄にして犯罪へと駆り立てる。
美月を標的とするがベロに阻止され、額を殴られて倒される。
ウィー・ウィリー・ウィンキー
声 - 三ツ矢雄二
第15話に登場。小鬼のような姿の細身の妖怪で、人間をどうしようもない存在と思っており、永遠に眠ったほうが世の中のためになると嘯く。
人間の気力を吸わないと生きられないため、守を利用して眠りの歌を歌わせ、人々を眠らせて気力を吸い取っている。守に復讐を止めるよう説得しようとしたベロに襲いかかるが、返り討ちに遭う。
カリヤッハ・ベーラ
声 - 村松康雄
第16話に登場。一つ目の猿人のような妖怪。
街の片隅に生まれてこの方、何一つ楽しい思い出が作れず、一人孤独に生きてきた。そこで老い先短い老人が思い出を抱えて死ぬ前に思い出を奪おうと考え、催眠術で閉館寸前の映画館に誘い込んだ老人から思い出を奪おうとした。ベムと戦い敗れるが、彼の履いていた靴は映画館に残された。
ローゼ・シュレレ
声 - 井上喜久子
第17話に登場。かつては人間だったが、心を捨て、過酷な魔術によって妖怪になった。薔薇と昆虫を混ぜたような姿に変身する。
永遠の命を至上とし、永遠の命を得るために薔薇のアンブレラを操り、人間を取り込んで生気を吸い取っている。ベラとは浅からぬ因縁があり、「命に限りがあるからこそ人は幸せ」と主張するベラと対立している。最後まで互いに分かり合えないまま、ベラに倒された。
ダーナ・オシー
声 - 納谷六朗
第18話から登場。本作の黒幕。闇を支配する冷酷かつ狡猾な妖怪で、三つ目の蜘蛛のような頭を持ち、体は蜘蛛の足のような物で繋がっている。無数の蜘蛛に分裂することができ、呪術にも長ける。真の姿は三つ目の蜘蛛の頭で、巨大な田無や異空間に漂う巨大な口と無数の目がある形態にもなれる他、トゲと自身に似た顔がある球体や触手なども操ることができる。
人間界を支配するために様々な妖怪を使ったり、ベムたちを人間から孤立させて自身と手を組ませようとしたが失敗。やがて妖怪人間が自らの野望の邪魔になると判断し、魔導封印師の田無幻狼斎に扮して警察を味方につけ、ベムたちの排除に乗り出す。ベムを「味方なら頼もしいが、敵なら厄介な奴」と評している。錬金術など人間のことにも詳しい。ベムたちが人間に作られた人工生命体である事を知ると、サッキュバスの力でベムたちを作ったとされる錬金術師の男とその過去を見せた。この夢を見せられたベムは「あの過去のすべてがダーナ・オシーの作り話とは思えない」と語っている。
終盤では妖怪の知識を活かして開発したメダリエを警察に渡し、無害な妖怪たちとベムたちを徐々に追い詰めるが、ベムたちを人間として守ろうとするキラたちや三上刑事に抹殺を阻まれると自身の真の姿を大衆に見せつけ、ベム、ベラ、ベロと最終決戦に突入。巨大なトゲや触手、強大な妖術などでベムたちを苦戦させるが、最後はベムに弱点を突かれ空中に爆散した。
サッキュバス
声 - 金月真美
第18話に登場。ダーナ・オシーの手下。夢の世界に住み夢を操る妖怪。他人の夢に潜り込んだり悪夢を見させることができる。普段は片目が前髪で隠れた女性の姿をしているが、本性は赤い芋虫の体に目の色が左右で違う人面と四肢を付けたような姿をしている。
四肢を触手のように伸ばし、身体の自由を奪う粘液を吐き出す。夢の世界でベムたちを苦戦させたが、キラの操るバクの活躍で隙ができ、ベムに片目を殴られて自身の作った夢の世界と共に砕け散った。
ボギー・レイバン
第19話に登場。街外れの閉鎖された遊園地のホラーハウスに化けている巨大な妖怪。頭から足と長い口が生えている。
体内で様々な怪物を操ってベロとキラたちを襲ったが、駆けつけたベムとベラに追い詰められ、田無に心臓を破壊されて消滅した。
ニクス、ニクシー
声 - 三倉茉奈（ニクス）、三倉佳奈（ニクシー）
第20話に登場。火災で沈んだ豪華客船に住み、船に迷い込んだ人間から魂を奪う双子の妖怪。普段は人間の少女の姿をしているが、本性は半魚人のような姿をしており腕の鰭で飛行できる。
キラたちの魂をダーナ・オシーに捧げようとするが、ベロに阻止される。
ドッペルゲンガー
声 - 宮迫博之
第21話に登場。ダーナ・オシーの手下。頭と足のない胴体、鏡の顔に一つ目を持つ妖怪。自身の姿を変えたり分身する能力を持ち、顔からレーザーを発射する。鏡の中（鏡のように姿が映る物）を媒介し、鏡の外側の人間を闇の世界に引き込み魂を喰らう。
自身の姿をベムたちに変えて人間を襲い、ベムたちを孤立させ心の隙を突いて自身の世界に引き込もうとしたが、真っ直ぐな心を持つベロだけは能力が通用しなかったため失敗。自らベロを倒そうとするが、「お前たちは人間になれない」とベムたちの夢を侮辱したため、ベロの逆鱗に触れて敗れた。
オイン・エジェン
声 - 横山智佐
第22話に登場。開発が訴えられている鎮守の森に住み、守っている妖精。
その昔、鎮守の森で迷子になった幼い田中市長を森に二度と入らないと約束させた上で森の外まで案内した。しかしダーナ・オシーの策略で呪いをかけられた市長が入院してしまい、その間に森の開発が開始されたことで怒り、森の樹木を操り人々を襲ったが市長に説得され再び人間を信じ、怒りを鎮めて復讐を止めた。
グイン・アブ・ニーズ
声 - かねこはりい
第23話に登場。太古の昔に全ての妖怪を支配し頂点に君臨した最強の妖怪で、ベムたちはおろか、田無までもが恐れをなす。
数万年に渡って人間たちと戦い続けてきたが、人間たちの善なる心に敗れ封印された。だが、現代になって人間の善なる心が弱まると同時に封印も弱まり、復活しようとした。タルウィス・ティグを使って善の心を持つ人間を抹殺しようとしたが、キラの善の心によって再び封印された。作中では声のみで、姿や能力は不明。
作中に登場する巨大なモニュメントは彼を封印したもの。
タルウィス・ティグ
声 - 長浜満里子
第23話に登場。封印が弱まったのを機に、善の心を持つ人間を抹殺するためグイン・アブ・ニーズによって人間界に送られてきた妖怪。普段は白いドレスを着た金髪の人間の女性だが、その正体は白い人面に足を付け、頭部に第二の口を持つ巨大な妖怪で、第二の口から出す触手で人間を喰らう。グイン・アブ・ニーズ曰く「喋るほどの知能を持たない」。人間の姿の時は瞬間移動が可能。
三上刑事を襲い、ベロを苦戦させたが、駆けつけたベムに頭部を貫かれて倒される。
アガチオン
第24話に登場。顔の周りが毛で覆われ、細い四本の腕を持つ小型の妖怪。親子で妖怪狩りから逃れたが親は力尽き、子はキラや涼子、鉄雄・キヨ夫婦に匿われる。最終話では警察に捕獲されたが、ベムに救出された。
スプリガン
声 - 海津義孝
第24話に登場。鋭い歯と赤い目、トカゲのような尾を持つ細身で巨大な人型の妖怪。襲った人間に憑りついてその人間に成りすます。メダリエが効かず、かなりの実力を持つ。
人間に化け、妖怪狩りから逃れようとした際、田無に命を助ける代わりに三上刑事に成りすますよう命じられる。命令通りに三上を襲ったがベロに邪魔され、ベロと戦い、これを圧倒。しかし、駆けつけたベムとベラに敗れた。

### スタッフ（第2作）
- 原作 - アサツー ディ・ケイ
- 監督 - 原田浩
- シリーズ構成 - 武上純希
- キャラクターデザイン - 渋谷一彦
- 音響効果 - 倉橋静男
- 総作画監督 - 山崎猛
- 妖怪デザイン原案 - 荻原直樹
- 美術監督 - 天水勝、西倉力、河合伸治
- 基本美術設定 - 伊藤主計
- 色彩設定 - 酒井美晴

- 撮影監督 - 藤田智史
- 編集 - 中葉由美子、村井秀明
- 音響監督 - 藤山房伸
- 音響演出 - 蝦名恭範
- 音楽 - 五木田岳彦
- プロデューサー - 鶴崎りか、成毛克憲、大泉浩之、別府幸司
- アニメーション制作 - スタジオコメット
- 制作 - NAS
- 製作 - NAS、ソニー・ピクチャーズエンタテインメント、エイベックス・エンタテインメント、スタジオコメット

### 主題歌（第2作）
オープニングテーマ
「Justice of darkness 〜妖怪人間ベムのテーマ」
作詞 - 森雪之丞 / 作曲・編曲 - 五木田岳彦 / 歌 - きただにひろし（ベム＝井上和彦）
- 妖怪人間から人間たちへ送るメッセージ風の歌詞。一部のフレーズやベム（井上和彦）のセリフなどを旧作主題歌から引用している。

エンディングテーマ
「8月の永遠」
作詞 - 吉田美奈子 / 作曲 - 渡辺香津美 / 編曲 - 吉田美奈子、倉田信雄 / 歌 - 吉田美奈子
- オープニング曲CDに同時収録。

### 各話リスト（第2作）
| 話数 | サブタイトル                         | 脚本              | 絵コンテ | 演出     | 作画監督                 | 放送日        |
| ---- | ------------------------------------ | ----------------- | -------- | -------- | ------------------------ | ------------- |
| 1    | 魔の世紀はじまる                     | 武上純希          | 原田浩   | 原田浩   | 渋谷一彦 山崎猛          | 2006年 4月1日 |
| 2    | 地獄への馬車                         | 武上純希          | 原田浩   | 原田浩   | 山崎猛                   | 4月8日        |
| 3    | 満月の牙                             | 高橋ナツコ        | 原田浩   | 広嶋秀樹 | 宇津木勇                 | 4月15日       |
| 4    | 呪われた翼                           | 山田隆司          | 原田浩   | 剛田隼人 | たけだゆうさく           | 4月22日       |
| 5    | 小児科病棟                           | 神戸一彦          | 原田浩   | 上田真弓 | 小山知洋 松井誠          | 5月6日        |
| 6    | 禁じられた儀式                       | 早川正            | 原田浩   | 石踊宏   | 工藤柾輝                 | 5月13日       |
| 7    | ホムンクルスの涙                     | 武上純希          | 原田浩   | 又野弘道 | 山崎展義                 | 5月20日       |
| 8    | 地下水道の惨劇                       | 山田隆司          | 山本靖貴 | 剛田隼人 | たけだゆうさく           | 5月27日       |
| 9    | 占い館                               | 高橋ナツコ        | 有原誠治 | 山本靖貴 | 宇津木勇 澤田貴秋 武内啓 | 6月3日        |
| 10   | ゴブリンの悲劇                       | 武上純希 神戸一彦 | 山崎猛   | 奈須川充 | 奈須川充                 | 6月10日       |
| 11   | 死を招く絵                           | 早川正            | 福冨博   | 加藤茂   | 加藤茂                   | 6月17日       |
| 12   | 魂を吸うギター                       | 山田隆司          | 又野弘道 | 石踊宏   | 飯野亨                   | 6月24日       |
| 13   | 地下迷宮のミノタウロス               | 武上純希          | 有原誠治 | 剛田隼人 | たけだゆうさく           | 7月1日        |
| 14   | 黒犬獣（ブラックドッグ）闇夜に吠える | 高橋ナツコ        | 石踊宏   | 松浦錠平 | 武内啓 宇津木勇          | 7月8日        |
| 15   | 眠りを誘う歌声                       | 山田隆司          | 高柳哲司 | 立仙裕俊 | 松井誠                   | 7月15日       |
| 16   | 最終上映                             | 山田隆司          | 福冨博   | 福冨博   | 服部一郎                 | 7月22日       |
| 17   | 薔薇のアンブレラ                     | 高橋ナツコ        | 奈須川充 | 奈須川充 | 奈須川充                 | 7月29日       |
| 18   | ベム誕生の秘密                       | 武上純希          | 高柳哲司 | 又野弘道 | 山崎展義                 | 8月5日        |
| 19   | ホラーハウス                         | 山田隆司          | 又野弘道 | 大関雅幸 | 富沢和雄                 | 8月12日       |
| 20   | 死霊との船旅                         | 武上純希          | 高柳哲司 | 加藤茂   | 小野田貴之               | 8月26日       |
| 21   | 彷徨いの鏡                           | 高橋ナツコ        | 石踊宏   | 石踊宏   | 飯野亨                   | 9月2日        |
| 22   | 森が動くとき                         | 山田隆司          | 福冨博   | 剛田隼人 | たけだゆうさく           | 9月9日        |
| 23   | 破られた封印                         | 武上純希          | 又野弘道 | 又野弘道 | 三井寿                   | 9月16日       |
| 24   | 妖怪一掃作戦、始まる                 | 山田隆司          | 高柳哲司 | 中村近世 | 宇津木勇                 | 9月23日       |
| 25   | さらば、妖怪人間                     | 高橋ナツコ        | 奈須川充 | 奈須川充 | 奈須川充                 | 9月30日       |
| 26   | 希望の灯火                           | 武上純希          | 原田浩   | 原田浩   | 山崎猛                   | 10月7日       |

## 俺たちゃ妖怪人間 (2017年)
放送50周年プロジェクト第1弾として、2017年10月から2018年3月まで第1作目（1968年版）の再放送と同時に放送された、ギャグテイストの短編テレビアニメで、シリーズとしては初めてハイビジョンで制作された。
歓楽街「歌魔羅町（かまらちょう）」に棲み付いた3人の妖怪人間が、いろいろと苦労しながら生きる様を描く。
2018年4月から9月まで第2期『俺たちゃ妖怪人間G』が放送された。フルCGに変更になり50年ぶりに「細胞」に戻ったという設定。

### 登場人物（俺たちゃ）
ギャグ作品のため、歴代作品とは設定が同じ部分と独自の要素が混在している。

#### 妖怪人間
ベム
声 - 杉田智和
従来の作品とは違い、人間態では髭が生えている。人間になりたいので、ついつい情にほだされ安請け合いしてはよく騙される。しかし根がドMなので割と打たれ強い面も。言動と行動の端々にムッツリスケベな性を垣間見せる。
本来の姿は体型のバランスが従来と異なり、上半身が大きい。
『G』では緑の細胞。
ベラ
声 - 倉科カナ
人間態の外見は従来とあまり違いがなく、顔立ちもやや『パートII』時のものに近い。人間の醜さに呆れているが、他の2人を放っておけず図らずも手を貸すこともある。Sっ気のある「女王様」気質で、M気質のベムとは相性がいい。
本来の姿になると頭髪がパーマヘアーに変わり、髪の色も真っ赤に染まる。胸が長く伸びており、マフラーのように首に巻いて背中に垂らしている。乳首は星形のシールのようなパーツで隠している。
『G』では紫の細胞。
ベロ
声 - 須賀健太
人間態が従来よりも大分可愛さがアップしたデザインになっており、女性にモテる。服装も赤い上着とパンツに変わった。あどけない表情を見せるお調子者だが、度が過ぎてよく2人に迷惑をかける。陰では金をセコく貯めこんでいるという一面もある。
本来の姿は従来と異なり、頭が大きく体が小さい2頭身のような体型になっている。
『G』では黄色の細胞。

#### ゲスト
星人（ほしと）
第1話に登場。枕営業で食いつないでいるダメホスト。
竜ヶ崎 数子（りゅうがさき かずこ）
第1、8話に登場。ホスト好きの女社長。
サーヤ
第2話に登場。給料を全て衣装に費やすコスプレイヤー。
どろぼう猫
第3話に登場。ベムの給料袋を盗んだオスの野良猫。
三波 軽子（みなみ かるこ）
第4話に登場。イケメンに目がないミーハー。ベロの乳首写真の収集にハマる。
ジャスティス・バービー
第5話に登場。アメリカのポップスター。
サインショップ「サイン堂」の店主
第5、11話に登場。目に500円玉がはまっている。裏の顔は歌舞伎町のマフィア。
みらい
第6話に登場。キャバクラ「麗」に勤務するキャバ嬢。
安田 吾朗（やすだ ごろう）
第7話に登場。スフィンクス姿の名物客引き。
豚鼻崎 ぱみゅぱみゅ（ぶたばなざき ぱみゅぱみゅ）
声 - 小松未可子
第9、10話に登場。妖怪人間をデフォルメ頭身にした白ネコっぽいネズミ。語尾に「ぱみゅ」を付けて喋る。正体はぬいぐるみに命が宿った妖怪。
極悪 太郎（ごくあく たろう）
暴力組構成員。懲役20年から復帰し、ぼったくりバーを経営している。
河原 禿蔵（かわら はげぞう）
ベムのアルバイト先の店長。第13話で、電話一本でベムをクビにした。
熊田 てる美（くまだ てるみ）
第13話に登場。スマホショップ店員。どんなにブラックな契約内容であろうが良心の呵責を一切覚えず、淡々と仕事をこなす。
ピノチオ
第14話に登場。インチキ商品を売る押し売り。嘘をつくと鼻が伸びる。
赤ちゃん
第16話登場。ベムがアルバイト先で預かった赤ん坊。
タハラ
第17話登場。HIKAKIN似のチューチューパー。配信動画を撮りに心霊スポットと噂のベムたちの住処に来た。
マユミとスマ婆
第18話登場。ニシンのパイが嫌いな少女とそのパイを焼いた優しい老婆。実はおばあちゃんロボットで中古をベロが貰った。
芸人
第19話登場。見世物小屋の芸人。多芸だが見習い芸人のバイトで来たベラに圧倒される。
博士
第20話で言及。ベムたちや合体ライトを作った博士。

### スタッフ（俺たちゃ）
- 原作 - ADK

1期
- 監督 - 安達譲
- シリーズ構成 - 岡田幸生、安達××
- キャラクターデザイン - 谷口崇
- 撮影・コンポジット - 奇志戒聖
- アフレコ演出 - 森下広人
- 音響効果 - すどうゆうき
- プロデューサー - 高橋知子、加藤隼輔
- アニメーション制作 - DLE
- 製作 - NAS、DLE

2期
- 監督・シリーズ構成 - 安達譲
- CGIディレクター - 奇志戒聖
- 音楽 - アサキ
- アフレコ演出 - 森下広人
- 音響効果 - 徳永義明
- MA・ミキサー - ヌーベルアージュ
- アニメーション制作 - DLE
- 製作 - NAS、DLE

### 主題歌（俺たちゃ）
1期
主題歌「俺たちゃ妖怪人間! 〜人間目指して何が悪い〜」
替詞 - DOTAMA / 作曲 - Quviokal
原曲「妖怪人間ベム」作詞 - 第一動画文芸部 / 作曲・編曲 - 田中正史
2期25話エンディングでも使用。
2期
オープニングテーマ「ヒューマン」
エンディングテーマ「ghost」
作詞・作曲・編曲・歌 - アサキ

### 各話リスト（俺たちゃ）
| 話数  | サブタイトル                 | 脚本       | キャラクター作画    | 再放送話                                                                    |
| 第1期 | 第1期                        | 第1期      | 第1期               | 第1期                                                                       |
| ----- | ---------------------------- | ---------- | ------------------- | --------------------------------------------------------------------------- |
| 1     | ベロ、ホストになるっ！       | 安達譲     | 谷口崇 國領絵美香   | 第1話「恐怖の貨物列車」                                                     |
| 2     | 同人誌                       | 岡田幸生   | 谷口崇 國領絵美香   | 第2話「階段を這う手首」                                                     |
| 3     | ベムの不運                   | 岡田幸生   | 谷口崇 國領絵美香   | 第3話「死びとの町」                                                         |
| 4     | ベロの嘘                     | 岡田幸生   | 谷口崇 國領絵美香   | 第5話「マネキン人形の首」                                                   |
| 5     | サインを売りたいっ！         | 安達譲     | 谷口崇 國領絵美香   | 第6話「悪魔のローソク」                                                     |
| 6     | ベムの仕事                   | 岡田幸生   | 谷口崇 國領絵美香   | 第7話「呪いの幽霊船」                                                       |
| 7     | キスしてほしいっ！           | 安達譲     | 堤心平 國領絵美香   | 第9話「すすり泣く鬼婆」                                                     |
| 8     | スーパーキノコ               | 安達譲     | 堤心平 國領絵美香   | 第10話「墓場の妖怪博士」                                                    |
| 9     | ぱみゅ！ぱみゅ！（1）        | 安達譲     | 堤心平 國領絵美香   | 第11話「恨みの鏡」                                                          |
| 10    | ぱみゅ！ぱみゅ！（2）        | 安達譲     | 堤心平 國領絵美香   | 第12話「恐怖の黒影島」                                                      |
| 11    | 寒波                         | 安達譲     | 堤心平 わるいだ〜   | 第13話「ミイラの沼」                                                        |
| 12    | 恐怖っ！人喰い本！           | 岡田幸生   | 佐藤ゆう わるいだ〜 | 第14話「怪奇の森」                                                          |
| 13    | スマホが欲しいっ！           | 岡田幸生   | 佐藤ゆう わるいだ〜 | 第16話「山荘の妖鬼」                                                        |
| 14    | ピノチオ                     | 小林ぼっち | 堤心平 わるいだ〜   | 第17話「博物館の妖奇」                                                      |
| 15    | 入れ替わりたいっ！           | 安達譲     | 佐藤ゆう わるいだ〜 | 第18話「謎の彫刻家」                                                        |
| 16    | 赤ちゃんを預かる             | 岡田幸生   | 佐藤ゆう わるいだ〜 | 第19話「古井戸の呪い」                                                      |
| 17    | 心霊スポット                 | 松葉佐彰仁 | 堤心平 SMDE         | 第20話「鉄塔の鬼火」                                                        |
| 18    | ペロ、孫になる。             | 安達譲     | 佐藤ゆう わるいだ〜 | 第21話「怨みの髪の毛」                                                      |
| 19    | ベラと芸人                   | 田原毅     | 堤心平 わるいだ〜   | 第22話「死者の門」                                                          |
| 20    | 合体ライトォ〜！             | 岡田幸生   | 佐藤ゆう わるいだ〜 | 第23話「悪魔の化粧」                                                        |
| 21    | 烏人間コンテストォ〜！       | 安達譲     | 堤心平 わるいだ〜   | 第24話「人面の悪鬼」                                                        |
| 22    | 妖怪と霊界のあいだ……         | 岡田幸生   | 佐藤ゆう わるいだ〜 | 第25話「ベロを呼ぶ幽霊」                                                    |
| 23    | ベロ、スターになるっ！（前） | 安達譲     | 堤心平 三原康平     | 第26話「亡者の洞穴」                                                        |
| 24    | ベロ、スターになるっ！（後） | 安達譲     | 堤心平 三原康平     | 俺たちゃ妖怪人間 第9-10話、第14-23話                                        |
| 25    | ベラ、おばあちゃんになる     | 岡田幸生   | 佐藤ゆう わるいだ〜 | 特番「妖怪人間ベム50周年記念 〜狩野英孝のはやくマトモな人間になりたいSP〜」 |
| 第2期 |                              |            |                     |                                                                             |
| 1     | 神々の悪戯                   | 安達譲     | -                   | 第1話「魔の世紀はじまる」                                                   |
| 2     | クソ…クソ…クソ…              | 岡田幸生   | -                   | 第2話「地獄への馬車」                                                       |
| 3     | 恐怖！電脳造語               | 岡田幸生   | -                   | 第3話「満月の牙」                                                           |
| 4     | 怪奇！女心                   | 岡田幸生   | -                   | 第4話「呪われた翼」                                                         |
| 5     | 呪いのSNS                    | 安達譲     | -                   | 第5話「小児科病棟」                                                         |
| 6     | 偽りの伝言                   | 安達譲     | -                   | 第6話「禁じられた儀式」                                                     |
| 7     | 社交辞令の罠                 | 安達譲     | -                   | 第7話「ホムンクルスの涙」                                                   |
| 8     | 腐女の戯れ                   | 安達譲     | -                   | 第8話「地下水道の惨劇」                                                     |
| 9     | 不死への渇望                 | 安達譲     | -                   | 第9話「占い館」                                                             |
| 10    | 女子会の亡骸                 | 今関ちなつ | -                   | 第10話「ゴブリンの悲劇」                                                    |
| 11    | 無限！自己紹介地獄           | 安達譲     | -                   | 第11話「死を招く絵」                                                        |
| 12    | ハラ…ハラ…ハラ…              | 安達譲     | -                   | 第12話「魂を吸うギター」                                                    |
| 13    | 人の上に立つ存在…。          | 安達譲     | -                   | 第13話「地下迷宮のミノタウロス」                                            |
| 14    | 血の宿命                     | 岡田幸生   | -                   | 第14話「黒犬獣闇夜に吠える」                                                |
| 15    | 悪女と贈りもの               | 岡田幸生   | -                   | 第15話「眠りを誘う歌声」                                                    |
| 16    | 仕組まれた謎                 | 安達譲     | -                   | 第16話「最終上映」                                                          |
| 17    | 悪魔に捧げるブーケ           | 今関ちなつ | -                   | 第17話「薔薇のアンブレラ」                                                  |
| 18    | 真夏の夜の戦慄               | 岡田幸生   | -                   | 第18話「ベム誕生の秘密」                                                    |
| 19    | アンゴルモアに願いを         | 岡田幸生   | -                   | 第19話「ホラーハウス」                                                      |
| 20    | どうしろって言うんだよ！     | 今関ちなつ | -                   | 第20話「死霊との船旅」                                                      |
| 21    | 審判の日                     | 今関ちなつ | -                   | 第21話「彷徨いの鏡」                                                        |
| 22    | 人間の証明                   | 岡田幸生   | -                   | 第22話「森が動くとき」                                                      |
| 23    | 毒女の禁忌                   | 今関ちなつ | -                   | 第23話「破られた封印」                                                      |
| 24    | 惨劇！切り刻まれた会話       | 岡田幸生   | -                   | 第24話「妖怪一掃作戦、始まる」                                              |
| 25    | 復活！俺たちゃ妖怪人間       | 安達譲     | -                   | 第25話「さらば、妖怪人間」                                                  |

- 2018年1月1日（BS11）と1月3日（TOKYO MX）には『30分フル俺たちゃ祭 〜妖怪人間がギャグアニメになって帰ってきた 抱腹絶倒の1シーズン13本一挙放送〜』と題して第13話までを一挙放送。
- 第24話は「春の「俺たちゃ妖怪人間」まつり 」と題し、『俺たちゃ妖怪人間』の再放送。
- 第25話は特番『妖怪人間ベム50周年記念〜狩野英孝のはやくマトモな人間になりたいSP〜』を放送。出演は狩野英孝、木下昌美、小林清志、井上和彦、武上純希、安達譲、DOTAMA。

### 放送 (俺たちゃ)
テレビ放送版では第1作目（1968年版）および第2作目（2006年版）の再放送の後に短編アニメを放送。AbemaTV以外の配信サイトでは短編アニメのみの配信となる。
旧作はセレクト放送となり、一部の回は未放送。予告も放送されるが放送当時と同じではなく次週の放送回の予告を放送する。本編において現在では不適切とされる表現についての注意書きはアバンタイトル中に表記され、差別用語などの相応しくない台詞は自主規制音で処理されている。
| 放送期間                      | 放送時間                     | 放送局     | 対象地域 | 備考                                  |
| ----------------------------- | ---------------------------- | ---------- | -------- | ------------------------------------- |
| 2017年10月4日 - 2018年3月28日 | 水曜 23:30 - 0:00            | TOKYO MX   | 東京都   |                                       |
| 2017年10月10日 - 2018年4月3日 | 火曜 2:00 - 2:30（月曜深夜） | BS11       | 日本全域 | BS放送 / 『ANIME+』枠                 |
| 2018年1月24日 -               | 水曜 1:30 - 2:00（火曜深夜） | テレビ静岡 | 静岡県   | フジテレビ系列 1968年版パートは再放送 |

| 放送期間               | 放送時間                     | 放送局     | 対象地域 | 備考                                  |
| ---------------------- | ---------------------------- | ---------- | -------- | ------------------------------------- |
| 2018年4月5日 - 9月20日 | 木曜 2:05 - 2:35（水曜深夜） | TOKYO MX   | 東京都   |                                       |
| 2018年4月10日 -        | 火曜 2:00 - 2:30（月曜深夜） | BS11       | 日本全域 | BS放送 / 『ANIME+』枠                 |
| 2018年8月9日 -         | 木曜 1:15 - 1:50（水曜深夜） | テレビ静岡 | 静岡県   | フジテレビ系列 1968年版パートは再放送 |

| 配信期間        | 配信時間                     | 配信サイト | 備考             |
| --------------- | ---------------------------- | ---------- | ---------------- |
| 2017年10月5日 - | 木曜 0:05 - 0:35（水曜深夜） | AbemaTV    | リピート配信あり |

## BEM (2019年)
完全新作アニメーションとして、2019年7月から10月までテレビ東京ほかにて放送された。ランドック・スタジオにとって、自社単独では初の30分枠作品の元請制作となる。
第4話は8月5日（4日深夜）より順次放送予定だったが、7月18日に発生した京都アニメーション放火殺人事件を受け2週間延期され、地上波同系列局では該当週に第2話・第3話が再放送された。
原作の無国籍の作風をベースに、キャラクター造形や性格の方向性を放送時点での現代調にアレンジしている。また、本作での3人の「人間形態」に対してその大元となった人間が存在しており、作中で言及している。
巨大な港町「リブラシティ」が舞台であり、巨大な連絡橋を境に、政治・経済の中心地で高層ビルが建ち並ぶ〈アッパーサイド〉と、警察官の汚職や犯罪が多発し荒廃が進む〈アウトサイド〉に別れており、一見普通の街ではあるがその裏で超常的なものたちや、暗躍する中枢的な組織が動いている。ベム・ベラ・ベロはそれぞれの区域で活動しているが、定期的に連絡橋に集っている。
本作での「妖怪人間」は、ベムたち3人だけでなく「人体実験や事故などによって特殊な能力を得たり、体質が変化した人間」の通称として用いられており、その中でも殺人などの犯罪を行う者は「ヴィラン」と呼ばれている。
2020年10月2日より、アニメ版の2年後を描く『劇場版 BEM 〜BECOME HUMAN〜』が公開（後述）。

### あらすじ
ベム、ベラ、ベロは、「リブラシティ」に活動していくうち人間の争いに巻き込まれていく。

### 登場人物（BEM）
ベム
声 - 小西克幸
冷静かつ寡黙な妖怪人間のリーダー。人間形態は帽子を被った男性。
人の善性を守り、悪から人間を救うことによって自分たちが人間になれると信じているが、その信念はベロいわく「宗教」「お伽噺」。また、ベラいわく「時々冷たい」。
ベラやベロに対してはその言動を諫めたり、激情から暴走しかけた二人を制止するなどといったフォローに回ることが多く、兄弟というよりも父親のような雰囲気を見せる。また、人間の知己を頼りベラの身分証を偽造したのも彼である。
戦闘においては電撃を操る特殊能力を持ち、敵に対する攻撃や暴走したベラへの威嚇・人間に対しては電気マッサージを施すなどといった多様な使い方を見せる。「見えざる議会」のメンバーからは「アルファ」と呼ばれている。
劇場版では記憶を失っており、「ベルム・アイズバーグ」の名でドラコ・ケミカルの広報部に勤務しつつ妻のエマ、娘のアメリア、息子のマシューの四人で暮らしているが、過去の記憶に苦しんでいる。
ベラ
声 - M・A・O
普段は人間形態として手袋をした赤毛の少女の姿を取っており、「アナベラ（あだ名はアニー）」という名でアッパーサイドの名門校「セントジョーゼフ・ハイスクール」にて学生生活を満喫している。
ベロいわく「人間に夢見すぎ」。普段は人間になった時の練習だとして人当たりよく振舞っているが、時折直面する「人間との価値観の違い」を冷めた目で見るような一面もある。
戦闘面では冷気を操る特殊能力を持つ他、手から鞭などを出す。「見えざる議会」のメンバーからは「ベータ」と呼ばれている。
人間形態の元になったのは、かつてボウリング男によって殺害されたメアリという女子高生。メアリの遺体を発見した際に彼女の純粋な生存欲を垣間見たことで、ベラ自身も人間に強く惹かれた経緯を持つ。その後メアリの死に関わる真実を知ってなお、「彼女にも私たちのように夢はあった。彼女のことを知って、顔を貰って良かった」と感じている。
劇場版ではコーヒーショップでアルバイトをしており、人間ごっこと称して平穏に暮らしている。
ベロ
声 - 小野賢章
人間形態はヘッドフォンをした白髪の少年で、普段は仲間と共にアウトサイドのゲームセンターに入り浸っている。
基本的にはヘッドフォンは変身する時だけ外しており、それ以外の状況では、ヘッドフォンを外すよう他人から注意されても無視している。
自分たちが助けた筈の相手に何度も裏切られたという経験から人間にあまりいい感情を持っておらず、ベラいわく「人間に闇見過ぎ」。さらにゲームを通じて知り合った少年・ダリルの父親が影男に殺害された事件の濡れ衣を着せられたことで深く傷付き、一時にはゲーセン仲間である子供たちとも距離を置いていた。
普段からそっけなく斜に構えた言動が目立つが、ゲーセン仲間たちの危機には率先して行動する・彼らの身を脅かした者に激怒するなど、懐に入った相手に対する情は厚い。
遠く離れた場所での会話や犬笛の音色を聞き取るなど聴力に優れ、ヴィランの気配を察知する能力にも特化している。「見えざる議会」のメンバーからは「ガンマ」と呼ばれている。
劇場版ではかつてのベムの意志を継ぎ、一人悪と戦い続けている。
ソニア・サマーズ
声 - 内田真礼
正義感が強いが、真面目すぎて融通が効かないためにアウトサイドに左遷されてきた女性刑事。
水男の事件を追う中でベムと出会っており、人間形態になれることを知っている。以降、ベムらが関係しているかもしれない怪奇事件を追うことに躍起になっている。
過去にアウトサイドで暴漢に襲われたことがあり、警官に救われたことで警官に憧れ、今に至る。
当初はベムたちを危険視していたが、感電男と粉男に襲われそうになったところを救われたことで考えを改める。そしてベムが「見えざる議会」によって殺人の濡れ衣を着せられた際には彼の無実を証明しようと奔走するが、結果的にベムが議会によって捕らわれる事態を招いてしまいショックを受ける。
劇場版にも登場。姿を消したベム・ベラ・ベロたちの行方を追っている。
ジョエル・ウッズ
声 - 乃村健次
アウトサイドの刑事。アウトサイドでの警察の流儀にひたっており、実質的な後輩であるソニアに振り回されている。彼女を指して「アッパーサイドのジャンヌ・ダルク」と呼称している。
ロディ・ウォーカー
声 - 西山宏太朗
ベラの同級生である男子生徒。彼女への好意や憧れを隠せない様子を指して「ハートダダ洩れまくり」と女子生徒から冷やかされている。アウトサイドでたびたび発生する怪奇事件やネットでの噂話に強い関心を持ち、それらの話題を語る際には早口かつ饒舌になる。真実を知りたいとネット端末で情報を漁ったりしているが、ベラにそれらの事件の危険性を伝え、現場へ近付かないよう念を押すなどといった善良さも持つ。
妖怪人間に対して憧れに近い感覚を抱いており、ベラの正体を前に「美しい」「かっこいい」と表現する感性の持ち主であり、ベラからも『嘘を付けない人』として人間的に好意を持たれている。
劇場版のソニアの発言によると、医大に進学したとのこと。
クリス、ミーガン、ケイティ
声 - 森下由樹子（クリス）、うのちひろ（ミーガン）、高森奈津美（ケイティ）
ベラのクラスメイト。ベラとアッパーサイドで買い物などをする仲だったが、ベラが妖怪人間だと知ると彼女を恐れて警察に通報してしまった。
デイブ、マアヤ、ケビン
声 - 弥永健人（デイブ）、山田麻莉奈（マアヤ）、小田久史（ケビン）
ベロの行きつけのゲームセンターを遊び場とするアウトサイドの子供たち。
それぞれの家庭でDVやネグレクトといった問題を抱えているが、頼れる友人として純粋にベロを慕っており、その正体を目の当たりにしてもベロへの信頼は変わらなかった。
ダリル・ブライソン
声 - 斉藤壮馬
アッパーサイドの議員の秘書の息子であり、ゲームにかけては数々の大会で優勝するほどの腕前を持つ。
ゲームを通じてベロと知り合いライバル視すると同時に、対等な友人として認めていたが、父親（声 - 堀内賢雄）が影男に殺害された際、遺体の傍らに立つベロを目撃したことで、ベロを父殺しの犯人だと誤解する。その後、独自に事件を調べる中で「見えざる議会」が黒幕であることを突き止め、ソニアたち警察には頼らない方法で復讐する機会を伺っていたが街を支配するために自身も見えざる議会に入った。
Dr.リサイクル
声 - 諏訪部順一
10年ほど前からアウトサイドに隠れ住んでいる科学者。金次第で人体改造を請け負う。
最終話ではフェルトを射殺しようとするが、ソニアたちに阻まれて逃亡。
劇場版ではドラコ・ケミカルに勤務している。
ヘルムート・フェルト
声 - 小野大輔
3人の妖怪人間捕獲の使命を受けてアウトサイド18分署に赴任して来た刑事。
妖怪人間相手には手段を選ばない非情な性格で、マスコミやSNSに嘘の情報を流して世論を操作したり、「生け捕り」の対象ではない妖怪人間を（抵抗する意思の有無にかかわらず）完膚なきまでに抹殺したりする。
陰で「見えざる議会」と繋がっており、議会のリーダーであるベガを「マダム」と呼んでいるが彼女が妖怪人間であることは知らなかった。
最終話でベガに吹き飛ばされると街を「妖怪人間に支配された汚れた街」と糾弾しソニアとウッズに銃を向けるが、射殺された。
ハラジー
声 - 小原好美
ヴァル（声 - 東地宏樹）と共にイリュージョンショーに出演している幼い少女。
重力を操る力を持っていたことで軍に利用され、軍の病院で出会ったヴァルと共に脱走し、今に至る。
ヴァルがフェルトたちに射殺された後は見えざる議会に引き取られるが、最終話ではベラに救出され、力を使わないことをベラと約束してソニアに引き取られた。
ベガ
声 - 坂本真綾
リブラシティを裏から操る「見えざる議会」を束ねる謎の女性。
その正体はベムたちよりも遥か昔の500年前に錬金術師によって生み出された妖怪人間で、100年前にリブラシティを創ったが不死身の生活に退屈を感じておりベムたちと衝突することで街ごと消滅することを目論んでいる。
ベガ自身の妖怪形態はベムたちの妖怪形態よりも身長が高く、神々しい白い体色に伸縮自在の4本の腕と悪魔のような4本の角を持った姿をしており、指はベムたちと同じ3本で顔もベムたちと似ている。また強大な念動力や口から吐く破壊光線といったベムたちを凌ぐ超能力も持ち合わせる。
最終話でベムたちを伸縮する4本の腕と超能力などの圧倒的な戦闘力で苦戦させるが、最後は3人との戦いの末に橋と共に海に沈められた。

#### ヴィラン（BEM）
水男
声 - 檜山修之
アウトサイドに潜伏しているヴィランの一人。水こそが最強と信じ、Dr.リサイクルの改造手術により、身体を水状に変化させる変身能力を得る。
元々、人を殺すことを何とも思っていない犯罪者で、排水口から出て来た場所にいる人間を無差別に襲い、窒息死させていた。
ボウリング男
声 - 松山鷹志
元々プロボウラーを目指す純朴な青年だったが、何らかの理由でDr.リサイクルの改造手術により、自らを「ボウリングそのもの」にしてしまったヴィラン。
メアリの存在を疎むエレーン（声 - 大地葉）に金で雇われ、メアリを殺害した。
影男
声 - 伊丸岡篤
影に潜み、闇に生きるヴィラン。暗殺や隠密行動を得意とし、政治家ばかりを殺害してきた。一度はベロに倒されたものの、リサイクルの改造手術により復活を遂げ以降ベロと度々衝突する。傍らにはいつもハムスターがいる。
感電男
声 - 岩田光央
電撃を操るヴィランで、美女をターゲットとしている。元々キザでナルシストなバンドマン。粉男と共にベムたちを襲撃。
粉男
声 - 飛田展男
身体を粉状にする能力を持ち、袋を被りミトンを身に付けることでかろうじて人間の姿を保っている。元々はおっとりした性格のパン職人だった。ベムたちに敗北した後は吸込男に吸引された。
吸込男
声 - 上田燿司
全てを吸引する能力を持つ。元々は内気な性格で、極度の綺麗好き。幼少期は母親と連れの男に虐待されており、2人を「掃除」した。最期は自身がゴミとしてフェルトに射殺された。
ジュリア
声 - 大原さやか
世界的オペラ歌手で、息子のアルバート（声 - 内田修一）がいる。美しい歌声を保つため、リサイクルに改造を依頼しており若い女性の声帯を狙っている。

### スタッフ (BEM)
- 原作 - ADKエモーションズ[53]
- 企画・制作 - NAS[53]
- プロジェクト協力 - 博史池畠、Production I.G[53]
- 監督 - 小高義規[53]
- シリーズ構成 - 冨岡淳広[53]
- キャラクター原案 - 村田蓮爾[53]
- キャラクターデザイン - 砂川正和[53]
- 妖怪形態デザイン - 松本秀幸
- 美術監督 - 明石聖子
- 色彩設計 - 佐々木雅人
- 撮影監督 - 林コージロー
- 3DCGディレクター - 磯部兼士
- 設定英訳協力 - ダイアナ・ガーネット、うのちひろ
- 編集 - 丹彩子
- 音響監督 - 亀山俊樹
- 音楽 - SOIL&"PIMP"SESSIONS、未知瑠[53]
- 音楽プロデューサー - 福田正夫、佐藤正和
- 音楽制作 - フライングドッグ[53]
- アニメーションプロデューサー - 渡邉健二、坂上貴彦
- プロデューサー - 矢島佳奈、土方真、木下哲哉、伊藤将生、小澤文啓
- アニメーション制作 - ランドック・スタジオ[53]
- 製作 - BEM製作委員会[53]

### 主題歌 (BEM)
オープニングテーマ「宇宙の記憶」
作詞・作曲・編曲 - 椎名林檎 / 演奏 - SOIL&"PIMP"SESSIONS / 歌 - 坂本真綾
エンディングテーマ「イルイミ」
作詞・作曲・編曲 - 降谷建志 / 歌 - JUNNA

### 各話リスト (BEM)
| 話数   | サブタイトル                    | 脚本     | 絵コンテ                   | 演出                              | 作画監督                                                                       | 総作画監督                          |
| ------ | ------------------------------- | -------- | -------------------------- | --------------------------------- | ------------------------------------------------------------------------------ | ----------------------------------- |
| 第1話  | WATER                           | 冨岡淳広 | 小高義規                   | 佐藤和磨                          | 佐藤秋子 中原竜太                                                              | 砂川正和                            |
| 第2話  | LIAR                            | 冨岡淳広 | 北川隆之                   | 北川隆之                          | 菊池陽介 滝口弘喜                                                              | 砂川正和                            |
| 第3話  | SHADOW                          | 冨岡淳広 | Royden B                   | 雄谷将仁                          | 相馬満 Liang Shiting Chun Zi Sun Peng                                          | 砂川正和                            |
| 第4話  | LIGHTNING                       | 冨岡淳広 | 松浦直紀 北川隆之 和田吉史 | 牧野友映                          | Park Ae-lee Hong Yu-mi                                                         | 佐藤秋子                            |
| 第5話  | SWEEPER                         | 冨岡淳広 | 北川隆之                   | 北川隆之                          | 菊池陽介 滝口弘喜 中島渚 相馬満 大野勉                                         | 砂川正和                            |
| 第6話  | GRAVITY                         | 神山修一 | まついひとゆき             | 鈴木吉男 雄谷将仁 北川隆之 相馬満 | Liang Shiting Wang Yuechun 北川隆之 相馬満                                     | 砂川正和 中原竜太                   |
| 第7話  | CHIMERA                         | 山口宏   | 松浦直紀 北川隆之 和田吉史 | 佐藤和磨                          | Hong Yu-mi Park Ae-lee Kim Eun-sun                                             | 佐藤秋子                            |
| 第8話  | NOISE                           | 山口宏   | 相馬満                     | 三宅寛治                          | 首藤武夫 小川完(アクション)                                                    | 佐藤秋子                            |
| 第9話  | FALLING                         | 冨岡淳広 | 香川豊                     | 佐藤和磨                          | YU SEUNG HEE LEE KAWAN WOO PARK MYONG HWAN Park Ae-lee Hong Yu-mi              | 砂川正和 佐藤秋子 菊池陽介 中原竜太 |
| 第10話 | BETRAYAL                        | 神山修一 | 松浦直紀                   | 松浦直紀                          | 中島渚 菊池陽介 針生愛里 大野勉 相馬満                                         | 佐藤秋子                            |
| 第11話 | JUDGEMENT                       | 冨岡淳広 | 大原実                     | 鈴木吉男                          | Hong Yu-mi Park Ae-lee HANIL                                                   | 砂川正和 佐藤秋子                   |
| 第12話 | Wishing to become human someday | 冨岡淳広 | 北川隆之 岡田浩            | 北川隆之                          | 菊池陽介 中島渚 鈴木健之 伊藤彰 藤田亜耶乃 針生愛里 伊東英樹 中原竜太 佐藤秋子 | 砂川正和 佐藤秋子                   |

### 放送局 (BEM)
| 放送期間                                         | 放送時間                                                  | 放送局     | 対象地域   | 備考                      |
| ------------------------------------------------ | --------------------------------------------------------- | ---------- | ---------- | ------------------------- |
| 2019年7月15日 - 10月14日                         | 月曜 1:35 - 2:05（日曜深夜）                              | テレビ東京 | 関東広域圏 | 製作参加                  |
|                                                  |                                                           | テレビ愛知 | 愛知県     |                           |
| 2019年7月16日 - 10月15日                         | 火曜 1:05 - 1:35（月曜深夜）                              | テレビ大阪 | 大阪府     |                           |
| 2019年7月18日 - 9月26日 2019年10月5日 - 10月19日 | 木曜 0:30 - 1:00（水曜深夜） 土曜 0:59 - 1:28（金曜深夜） | BSテレ東   | 日本全域   | BS/BS4K放送               |
| 2019年7月19日 - 10月18日                         | 金曜 23:00 - 23:30                                        | AT-X       | 日本全域   | CS放送 / リピート放送あり |
| 2019年8月2日 - 10月25日                          | 金曜 2:05 - 2:35（木曜深夜）                              | テレビ静岡 | 静岡県     |                           |
| 2019年8月5日 - 11月11日                          | 月曜 1:20 - 1:50（日曜深夜）                              | 長崎放送   | 長崎県     |                           |

| 配信期間                 | 配信時間                     | 配信サイト |
| ------------------------ | ---------------------------- | --- |
| 2019年7月16日 - 10月15日 | 火曜 1:35（月曜深夜） 更新   | あにてれ Paravi Amazonプライム・ビデオ dアニメストア Hulu ビデオマーケット music.jp DMM.com ニコニコチャンネル Rakuten TV Google Play |
|                          | 火曜 2:00（月曜深夜） 更新   | GYAO! |
|                          | 火曜 3:00 - 3:30（月曜深夜） | AbemaTV |
|                          | 火曜 12:00 更新              | バンダイチャンネル HAPPY!動画 |
|                          | 火曜 更新                    | Netflix |
| 2019年7月17日 - 10月16日 | 水曜 0:00（火曜深夜） 更新   | ビデオパス J:COMオンデマンド U-NEXT アニメ放題                                                                                        |
|                          | 水曜 23:30 - 木曜 0:00       | ニコニコ生放送 |
| 2019年7月18日 - 10月17日 | 木曜 12:00 更新              | ムービーフルplus |
| 2019年7月20日 - 10月19日 | 土曜 19:00 更新              | TSUTAYA TV |

| テレビ東京 月曜 1:35 - 2:05（日曜深夜） 枠 | テレビ東京 月曜 1:35 - 2:05（日曜深夜） 枠 | テレビ東京 月曜 1:35 - 2:05（日曜深夜） 枠                     |
| 前番組                                     | 番組名                                     | 次番組                                                         |
| ------------------------------------------ | ------------------------------------------ | -------------------------------------------------------------- |
| 八月のシンデレラナイン                     | BEM                                        | ファンが選ぶ!ブラッククローバー神回傑作選 （セレクション放送） |

### 劇場版BEM 〜BECOME HUMAN〜 (2020年)
『劇場版 BEM 〜BECOME HUMAN〜』のタイトルで2020年10月2日に公開の日本のアニメ映画。テレビアニメシリーズ版のキャラクターおよびメインキャスト・設定を引き継ぎ、最終回から2年後の物語が描かれる。
スタッフは脚本以外おおむね一新し、テレビアニメシリーズ版では「プロジェクト協力」名義で関与していた博史池畠が監督、同じくProduction I.Gが直接アニメ制作を行う。

#### スタッフ (映画BEM)
※ 出典は右記リンク先参照　→　
- 原作 - ADKエモーションズ
- 監督 - 博史池畠
- 脚本 - 冨岡淳広
- キャラクター原案 - 村田蓮爾
- キャラクターデザイン - 松本美乃
- 制作 - Production I.G
- 製作 - BEM製作委員会
- 配給 - クロックワークス
- 主題歌 - 「unforever」りぶ

#### 映画版の人物（BEM）
バージェス・オルセン
声 - 宮田俊哉（Kis-My-Ft2）
ベルムの同僚にして親友。
マンストール
声 - 山寺宏一
ドラコ・ケミカルの広報部部長。
エマ・アイズバーグ、マシュー・アイズバーグ、アメリア・アイズバーグ
声 - 水樹奈々（エマ）、佐藤はな（マシュー）、関根明良（アメリア）
ベルム（ベム）の良き妻と息子・娘。
ロレンツォ・ネポムセーノ・ドラコ
声 - 高木渉
表向きは世界中の病と闘う製薬会社「ドラコ・ケミカル」の代表。
グレタ・リード
声 - 伊藤静
ドラコの秘書。
ナレーション
声 - 小林清志

## 漫画版
- 第1作目放送中の1968年から1969年にかけて、田中憲（現・田丸ようすけ）による漫画化作品が雑誌『ぼくら』に掲載された。2002年に講談社から復刻し、2010年に同社から文庫版が発売。
  - 復刻版:ISBN 4-06-334591-2
  - 文庫版:ISBN 978-4-06-370708-3
- 第2作（2006年版）のメディアミックスとして、高橋秀武による漫画『妖怪人間ベム』が『週刊ヤングジャンプ』と『漫革』に掲載され、単行本1巻が2007年にヤングジャンプコミックスで刊行されている。舞台は第二次世界大戦中から終戦直後のヨーロッパのとある国（ドイツを思わせるが明確な描写はない）で、ベムたちは「国防軍」の人体実験から逃げ出した設定。
- 2019年版のメディアミックスとして、野原もさえによる漫画『BEM』が、白泉社の漫画アプリ『マンガPark』にて2019年7月10日より毎週水曜日に配信[60]され、2020年2月12日に完結。ストーリーはアニメ版に忠実だが「CHIMERA」と「NOISE」は描かれておらず最終話のタイトルは「HUMAN」に変更されている。コミックスは全3巻。

### 妖怪人間ベムRETURNS
津島直人による漫画。1993年12月から1995年7月まで『月刊少年ガンガン』に全20話が連載された。単行本全5巻。
同時期の『トイレの花子さん』など小学生の怪談ブームを背景に第一企画が企画して連載が開始された。1997年春のテレビアニメ化やゲーム化などメディアミックス展開の予定もあったが、最終的には漫画のみの展開に終わった。
- 『RETURNS』の特色
  - ベム、ベラ、ベロの3人は、ベリメリ共和国に属するゼウス博士により生み出された人造生物だった。3人を軍事利用しようとする共和国高官に対し、ゼウス博士が反乱を起こして相討ちになり、行動の自由を手にした。
  - 妖怪人間たちは、時に人間を操り、時に自らの力を悪用する怪奇生物「妖獣」と戦う。
  - 入手経緯は不明だが、妖怪人間たちは特定の富豪しか持てない「GOLDカード」を保有しており、いざとなれば村落ひとつを作ることすらできる。
  - この漫画は「近未来」が舞台となっており、「東京」の表記が変わっている。
  - この漫画世界には「獣人（キメラ）」という人種が存在しており、妖怪人間たちも初見の者からは獣人だと解釈される。獣人の扱いは国によってまちまちで、「日本らしき国」では公然と迫害されているが、ある国では代議士子息が獣人を虐殺したことで父親の政治家生命が危うくなっていた。
  - この漫画世界では、アメリカ大陸の「メリゴ連邦」、ユーラシア大陸西部の「ユーロニア共和国」、そしてユーラシア大陸中央の「タキオン帝国」が三大国として幅を利かせている。後半では、タキオン帝国の暴君・神帝シキが仇敵となる。

## パロディ
疑い人間ベム
テレビ朝日『シルシルミシルさんデー』でアニメ版のキャラクターが人気店を疑う仕組み。2011年12月4日に放送されて以降、シリーズ化している。
出演は、ベム役にダンテ・カーヴァー、ベラ役に大久保佳代子（オアシズ）、ベロ役に山崎友貴を起用。2011年12月4日には生協の組合員になれない様子などを放送。なお、この時の合言葉は「早く組合員になりたい!」であった。
業界人間ベム
オープニングテーマをパロディ化した嘉門タツオ（旧名・嘉門達夫）の曲。アルバム「お調子者で行こう」に収録。
妖怪人間
フジテレビ『ダウンタウンのごっつええ感じ』のコントで、松本人志（ベロ）・YOU（ベラ）・今田耕司（ベム）が妖怪人間に扮してトリオ漫才をする。
21世紀エジソン
オープニングは本作アバンタイトルのパロディ。
めちゃ2イケてるッ!
2011年12月10日に「後悔人間ヘムスペシャル」を放送。
境界人間ユウ
福岡放送『ナイトシャッフル』で斉藤優（パラシュート部隊）扮するベロが商品や人名をどこまで知っているか、通常の呼び方と福岡県での呼び方の境界線を調べる。